# Guerra civil española en el mar
La guerra civil española en el mar es el relato de la guerra naval en la guerra civil española de 1936-1939, aunque durante el conflicto predominaron las acciones terrestres sobre las marítimas y las marinas del bando republicano y del bando sublevado evitaron las grandes acciones de guerra por motivos políticos y estratégicos. Así después de los combates por el control del estrecho de Gibraltar de 1936 las dos flotas no tuvieron "encuentros decisivos en el mar" y "sus estrategias se movieron en contextos muy conservadores, tendentes sobre todo a la conservación de sus efectivos". El historiador Michael Alpert en su estudio sobre "la guerra civil española en el mar" afirma que la Marina de guerra gubernamental "no consiguió estar a la altura del momento y, a pesar de contar con la mayoría de las unidades de la flota, desempeñó un papel defensivo durante la mayor parte de la contienda". En cambio "la Marina de los sublevados aprovechó al máximo sus exiguos recursos y la ayuda que recibió del extranjero". Así la Armada del bando sublevado realizó cada vez con más éxito la función primordial de una marina de guerra a principios del siglo XX que ya no era destruir los barcos del enemigo sino bloquear sus rutas marítimas, sus puertos e impedir sus movimientos en la costa. Mientras que la marina que permaneció fiel al gobierno abandonó ese objetivo después de las primeras semanas y adoptó una posición defensiva cuya finalidad primordial era proteger las comunicaciones marítimas propias atacadas por los sublevados.

## El golpe de Estado de julio de 1936 en la Armada
Cuando en abril de 1936 el general Mola se hizo cargo de la dirección de la conspiración militar para derribar el gobierno del Frente Popular recabó la colaboración de la Armada que concretó más tarde en unas Instrucciones para las fuerzas de la Armada de 20 de junio. En estas se especificaba que la misión de la Armada sería el dominio de las bases navales de Ferrol y Cádiz, la vigilancia de la costa norte, especialmente Asturias (incluido el bombardeo de la cuenca minera), y la colaboración en la sublevación de Marruecos. Pero en algunos barcos miembros de los cuerpos auxiliares (como los radiotelegrafistas) y de suboficiales y marinería habían formado comités para vigilar las actividades sospechosas de los oficiales del Cuerpo General. Estos comités en algunos casos mantenían vínculos con la Unión Militar Republicana Antifascista (UMRA).

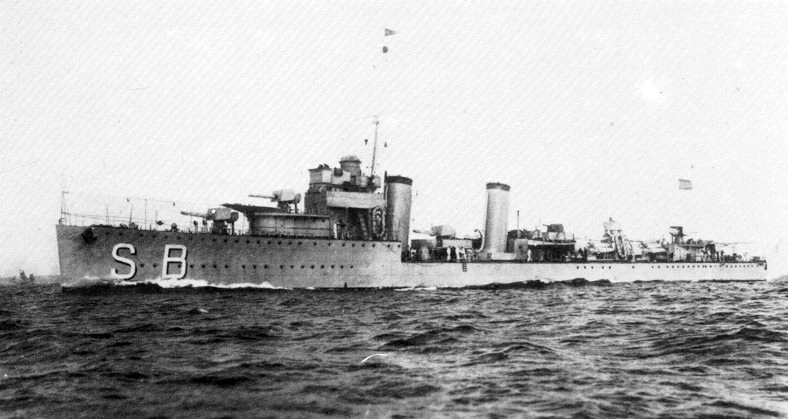
Destructor Sánchez Barcáiztegui

En la tarde del viernes 17 de julio se recibieron en la central radiotelegráfica del Estado Mayor de la Marina en Madrid las primeras noticias de que se había iniciado la sublevación militar en Marruecos. El oficial tercero del Cuerpo de Auxiliares Radiotelegráficos que estaba en ese momento de guardia en la central era Benjamín Balboa López, afiliado a la UMRA, y cuando se recibió en Madrid en la madrugada del sábado 18 de julio el telegrama de felicitación del general Franco a los sublevados de Melilla Balboa informó directamente al ayudante del ministro Giral y se negó a obedecer la orden del jefe de la central radiotelegráfica de que comunicara el mensaje de Franco a las guarniciones y lo arrestó. Balboa a continuación contactó con todos los buques de la Armada y a los radiotelegrafistas de los mismos les informó de que sus oficiales podían estar a punto de sublevarse contra el gobierno y les animó a amotinarse.

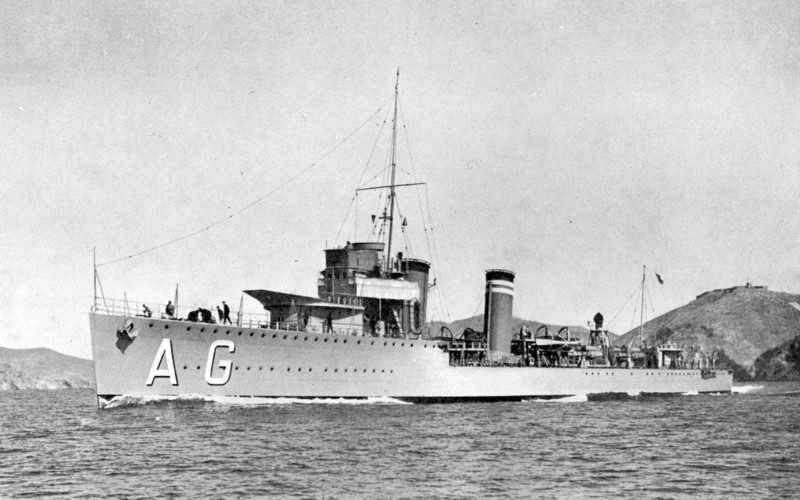
Destructor Alcalá Galiano

La misma madrugada del sábado 18 de julio el ministro de Marina José Giral ordenó que todos los buques de la flota se dirigieran hacia la zona del estrecho de Gibraltar para que cañonearan las posiciones de los sublevados en Marruecos e impidieran el paso de cualquier transporte de tropas que intentara llegar a la península. Sin embargo, los comandantes de los destructores Almirante Valdés, Sánchez Barcáiztegui y Churruca se pasaron al bando sublevado, pero las dotaciones de los destructores se amotinaron y arrestaron a sus oficiales que se habían sublevado, ejemplo que fue seguido por las dotaciones de los guardacostas Uad-Lucus y Uad-Muluya y el cañonero Laya (mientras que los guardacostas Dato y Uad-Kert se sumaban a la sublevación entrando en Ceuta, así como el torpedero T-19). Lo mismo sucedió en los destructores Alsedo, José Luis Díez y Alcalá Galiano, y en el acorazado Jaime I y en los cruceros Libertad y Miguel de Cervantes, que habían zarpado de la base de Ferrol en dirección al Estrecho de Gibraltar. Por su parte el crucero Méndez Núñez, recibió la orden de volver a la colonia de Guinea Ecuatorial de donde había zarpado y allí su comandante fue destituido del mando y desembarcado junto con otros oficiales, volviendo más tarde a España. También se amotinaron las dotaciones de los submarinos Issac Peral C-1, C-3, C-4 y B-1 cuando sospecharon de la actitud de sus oficiales. Los mandos del C-6 fueron arrestados cuando atracaron en Málaga. Los otros siete submarinos también quedaron del lado gubernamental cuando fracasó la sublevación en las bases navales de Cartagena y Mahón.
En la base naval de Cartagena la sublevación tampoco triunfó porque a los mandos navales les faltó decisión y porque el general Toribio Martínez Cabrera, gobernador militar de Cartagena, se mantuvo leal al gobierno, así como el jefe de la cercana base aérea de Los Alcázares. Así el crucero Lazaga, que estaba allí anclado, y los seis destructores que estaban en fase de construcción quedaron del lado gubernamental, con lo que toda la flotilla de destructores, excepto uno (el Velasco que se encontraba en Ferrol), quedó del lado gubernamental, además de cuatro torpederos y un guardacostas, junto con varios barcos auxiliares. En la base de Mahón hubo un intento de sublevación que fue sofocado y las dotaciones de los submarinos que tenían allí su base se amotinaron contra sus oficiales que pretendían rebelarse.

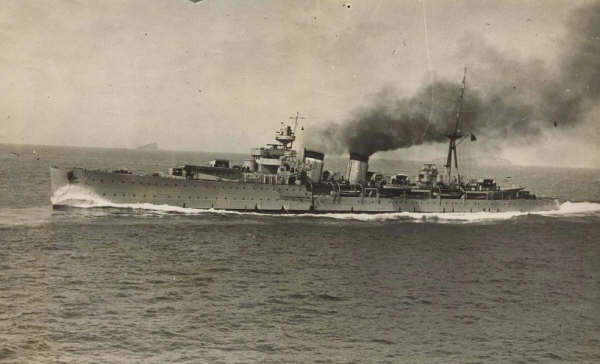
Crucero ligero Almirante Cervera en período de pruebas (todavía sin armamento) hacia 1925

En cambio en las bases navales de Cádiz y de Ferrol la sublevación triunfó. En la primera gracias a las tropas de regulares traídas desde Ceuta por el destructor Churruca antes de que su dotación se amotinara y gracias también a la decidida actuación de los jefes conjurados en la base y del gobernador militar de Cádiz, el general José López Pinto, que impidieron cualquier intento de sublevación de los obreros de los astilleros o de la marinería. Al controlar la base los sublevados tenían en su poder el crucero República, que estaba sometido a grandes reparaciones, por lo que no entraría en servicio hasta 1938, los cañoneros Cánovas y Lauria, después de aplastar el amotinamiento de su tripulación, y dos guardacostas, el Alcázar y el Larache, que no se amotinaron. En la base naval de Ferrol la dotación del crucero Almirante Cervera se amotinó pero no consiguió sacar el buque del dique seco, y finalmente el bombardeo de la aviación naval de la base de Marín que se había sublevado hizo que el barco se rindiera. También se amotinó la dotación del acorazado España, asimismo en dique seco, pero como el tercer buque que se hallaba en la base, el destructor Velasco, no se amotinó, no les quedó más opción que la rendición después de que fuera dominada la rebelión del Almirante Cervera. Así fue como la base y los tres buques de importancia que había en ella se unieron a la sublevación.

### La represión
En la zona republicana los oficiales detenidos por las dotaciones cuando se amotinaron fueron tratados con corrección (solo hubo muertos en aquellos casos, como el del acorazado Jaime I, en que los oficiales resistieron al motín) y en general fueron entregados legalmente a las autoridades republicanas. La mayoría fueron desembarcados en Málaga donde 36 oficiales fueron sometidos a consejos de guerra, condenados a muerte y fusilados. Sin embargo la mayoría de los oficiales no llegaron a ser juzgados sino que fueron asesinados por las dotaciones en diversas circunstancias: como reacción a una agresión por parte de los prisioneros, como en el Libertad o el Almirante Valdés; sin ningún motivo aparente o como represalia por unos bombardeos, como en la base de Mahón; como reacción a la frustración por no haber conseguido aplastar la rebelión, como en el Miguel de Cervantes; como represalia por los continuos bombardeos aéreos de los sublevados sobre Málaga, en uno de los cuales fue afectado el acorazado Jaime I fondeado en el puerto.
Sin embargo, la represión indiscriminada y extrajudicial más brutal no se produjo en los buques sino en la base naval de Cartagena cuando el Jaime I llegó allí el 13 de agosto ya que la exaltación de sus suboficiales y marinería contagió al resto de dotaciones y a la guarnición de la base y fueron asaltados dos barcos prisión, el Sil y el España n.º3, conducidos a alta mar y allí los detenidos, muchos de ellos militares y marinos que estaban en espera de juicio, fueron asesinados y arrojados al mar (52 en el Sil y 159 en el España n.º 3). Según el historiador Michael Alpert, en el caso del Sil los prisioneros fueron arrojados vivos al mar lastrados con grilletes. También según este historiador los dos buques prisión no fueron asaltados sino que recibieron la orden en la noche del 17 al 18 de agosto del nuevo comandante del arsenal, Manuel Gutiérrez, de salir al mar para poner a salvo a los presos a causa del asesinato en la calle la noche anterior de los diez oficiales que habían sido desembarcados para conducirlos al penal en espera de ser juzgados. "Si se hubieran celebrado sin demora los consejos de guerra, quizás algunos oficiales de menor responsabilidad se habrían salvado. Con la actuación tan lenta de los consejos de guerra la marinería impaciente fue presa fácil de los extremistas". Según los cálculos de Michael Alpert en la represión gubernamental murieron 314 oficiales del Cuerpo General y 41 de otros cuerpos de la Armada. De ellos 36 fueron fusilados en virtud de una condena impuesta por consejo de guerra y 18 murieron en los enfrentamientos en los buques y en las bases durante el golpe de Estado de julio de 1936. El resto, 296 (145 de ellos de los buques-prisión Sil y España n.º 3), fueron asesinados extrajudicialmente.
En la zona sublevada se consideró reos del delito de rebelión militar a todos aquellos que se mantuvieron fieles al gobierno de la República y se opusieron al golpe. Así fueron fusilados, con o sin formación de causa, 8 oficiales del Cuerpo General, 14 de otros cuerpos de la Armada y 146 entre auxiliares, maestres, cabos y marineros, la mayoría de ellos de la base de Ferrol. "Los primeros fusilamientos tuvieron lugar con mínima o nula formación de causa y además basándose en la dudosa legalidad de un estado de guerra declarado contra la voluntad del Gobierno".

## Las dos Armadas

### La marina de guerra republicana

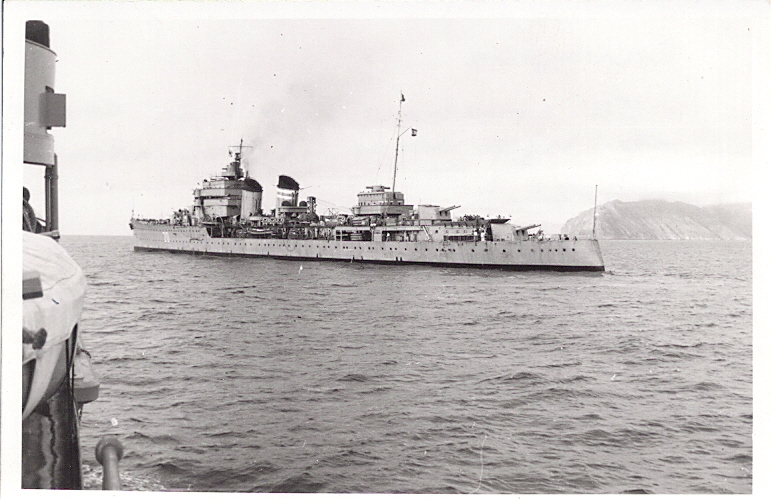
Crucero ligero Miguel de Cervantes

Tras el golpe de Estado la práctica totalidad de la Armada española de entonces quedó del lado del gobierno de la República: el acorazado Jaime I (botado en 1914); los cruceros ligeros Libertad (botado en 1925), Miguel de Cervantes (botado en 1928) y Méndez Núñez (botado en 1923); dieciséis destructores en servicio o a punto de entregar; siete torpederos; doce submarinos, (los seis de la Clase C y los seis de la Clase B); un cañonero; cuatro guardacostas y la casi totalidad de la Aeronáutica Naval.
Con esta flota la República dominaba el Estrecho de Gibraltar y la zona de Mediterráneo, sin que tuviera que recurrir a los submarinos, pero la flota estaba ausente de la zona norte, que por ello pudo ser fácilmente dominada por la pequeña flota de la Armada del bando sublevado.
La flota leal a la República, a pesar de ser muy superior en tamaño, tenía dos desventajas respecto a la armada de los sublevados. La primera era que carecía de oficiales experimentados y de suficiente antigüedad y experiencia, y "no sólo no eran suficientes sino que tampoco eran siempre de fiar, y cuando eran de fiar a menudo no se confiaba en ellos". Además los oficiales tenían que hacer frente al poder de los comités de los barcos, que interferían en el mando de los buques. Los comités de cada buque y el "Comité Central" de la flota formado por un delegado de cada comité y que tenía su sede en el buque insignia, el crucero Libertad, fueron reconocidos oficialmente como los encargados de asegurar el mantenimiento de la disciplina, hasta que el socialista Indalecio Prieto, ministro de Marina y Aire en el nuevo gobierno de Francisco Largo Caballero, aprobó un Reglamento de Reorganización de la Flota, en el que se determinaron sus atribuciones, e introdujo la figura del comisario político de la flota, nombrando para el cargo a un hombre de confianza, el socialista Bruno Alonso, hasta que cuando Prieto fue nombrado Ministro de Defensa en el nuevo gobierno de Juan Negrín suprimió los comités por una orden del 11 de mayo de 1937, sustituidos por "delegados políticos" nombrados por el comisario de la flota Bruno Alonso, aunque su papel fue mucho más limitado que los comisarios políticos de las unidades de tierra porque en la marina todos los mandos eran profesionales. Para paliar esta carencia de oficiales se fundó la Escuela Naval Popular que empezó a funcionar en octubre de 1937, aunque de ella solo salieron 56 nuevos oficiales y con un período de formación muy corto (solo seis meses).
Pero en una fecha tan avanzada como septiembre de 1938 la Armada gubernamental solo contaba con 56 jefes y oficiales del Cuerpo General, cuando la plantilla antes de la guerra superaba los 600.
Sobre esas mismas fechas un informe presentado al presidente Juan Negrín sobre la situación de la flota señalaba la ausencia de eficacia y de disciplina. "En general la moral ofensiva de los mandos es pequeña y la moral de combate de las dotaciones es baja". Además apuntaba la presencia de la quinta columna franquista tanto en la Flota como en la base naval de Cartagena ("Moral derrotista. Mucho fascista con entera libertad de acción", se decía). Informes posteriores indicaban que la situación no había mejorado.
La segunda desventaja era que la flota republicana solo contaba con una única base naval, la de Cartagena, que presentaba algunos problemas respecto a las dos bases navales dominadas por los sublevados (Ferrol y Cádiz): no disponía de un dique seco donde reparar los cruceros y "el puerto natural y la dársena interior eran pequeños, obligando a las unidades a mantener una concentración peligrosa de buques", lo que les hacía vulnerables a los ataques de los submarinos o de la aviación enemigas. Sin embargo contaba con unas poderosas baterías de costa y con la cercanas bases aéreas de Los Alcázares y de San Javier. Mahón era la otra base republicana (que disponía de un dique seco para submarinos) pero sin "el respaldo de Palma de Mallorca, era de poca utilidad". La creación de una base naval en Málaga no solucionó el problema porque el puerto carecía de baterías de costa (solo se le dotó de algunas piezas antiaéreas y de ametralladoras) y de protección antisubmarina, lo que hacía peligroso su uso.
Una tercera desventaja fue que, a diferencia de lo que ocurrió con la Armada del bando sublevado que fue apoyada desde el inicio por las armadas italiana y alemana, la República solo recibió de la URSS cuatro lanchas torpederas de clase G-5, además de unos pocos mandos y especialistas en submarinos que, según un informe "reservado y confidencial" presentado al presidente Negrín, eran "considerados -dentro de la Flota- como huéspedes molestos a los que hay soportar con amabilidad. Lo mismo ocurre en la base naval de Cartagena".
Así pues, por encima de alguna victoria ocasional, aunque espectacular, como el hundimiento del Baleares a principios de marzo de 1938 en la batalla del cabo de Palos, "la realidad era que la marina republicana se había centrado en el servicio de protección del tráfico mercante, en el mantenimiento de un canal suministrador de pertrechos de guerra y de alimentos".
La flota republicana y la base naval de Cartagena fueron aumentando su importancia estratégica para la causa del bando republicano a media que aumentaban las dificultades para el abastecimiento procedente del exterior por vía terrestre, como consecuencia de los cierres frecuentes de la frontera francesa, por lo que el mantenimiento del "cordón umbilical" marítimo con la Unión Soviética era vital para los republicanos. También cobraron cada vez más importancia a medida que las derrotas republicanas se fueron acumulando y el territorio de la zona republicana se redujo porque, especialmente tras la caída de Cataluña a principios de febrero de 1939, "para los combatientes republicanos la Base y la Flota eran una especie de salvaguarda para el caso de una evacuación organizada o de última hora".

#### La Marina de Guerra Auxiliar de Euzkadi
El Gobierno vasco formado tras la aprobación el 1 de octubre de 1936 por las Cortes Republicanas del Estatuto de autonomía del País Vasco, crea la Marina de Guerra Auxiliar de Euzkadi, al mando de Joaquín de Eguía y Unzueta (subinspector local de servicios marinos), con seis bacaladeros de altura requisados a los que se les dotó de cañones de 101,6 mm cedidos por el acorazado Jaime I y que, según el historiador británico Michael Alpert, cuatro de ellos fueron rebautizados con los nombres de Bizkaia, Araba, Nabarra, y Gipuzkoa; el quinto retuvo el nombre de Galerna y fue capturado por los sublevados, que mantuvieron el nombre y lo usaron en el bloqueo de Vizcaya; y el sexto Tramontana se trasladó al Mediterráneo. Después se añadieron los bous Goizeko, Iparreko, Donostia (que fue el bou nacional Virgen del Carmen cuya dotación se había sublevado y que el 3 de diciembre de 1936 llegó al puerto de Bilbao, donde su comandante, el teniente de navío Quiroga, y el teniente maquinista Pérez fueron fusilados, y el bou fue incorporado a la Marina vasca, cambiando su nombre por el de Donostia), Gazteiz e Iruña. A esta improvisada marina de guerra se siguieron añadiendo pequeñas unidades mal armadas, siendo de gran utilidad 27 pesqueros pequeños habilitados como dragaminas costeros o de puerto y que mantendrían limpios los accesos al puerto de Bilbao. Las tripulaciones de estos barcos y otro personal que se había ofrecido para servir en ellos fueron militarizadas con la creación por decreto del Gobierno Vasco de 4 de noviembre de 1936 del Voluntariado del Mar (se inscribieron más de tres mil personas, lo cual permitió una excelente selección de 563 hombres). Los comandantes eran de la marina mercante, habilitados como tenientes de navío. En los aspectos militares esta Marina vasca estaba sujeta al menos teóricamente a la de la República, pero a efectos administrativos conservó su autonomía.

### La marina del bando sublevado

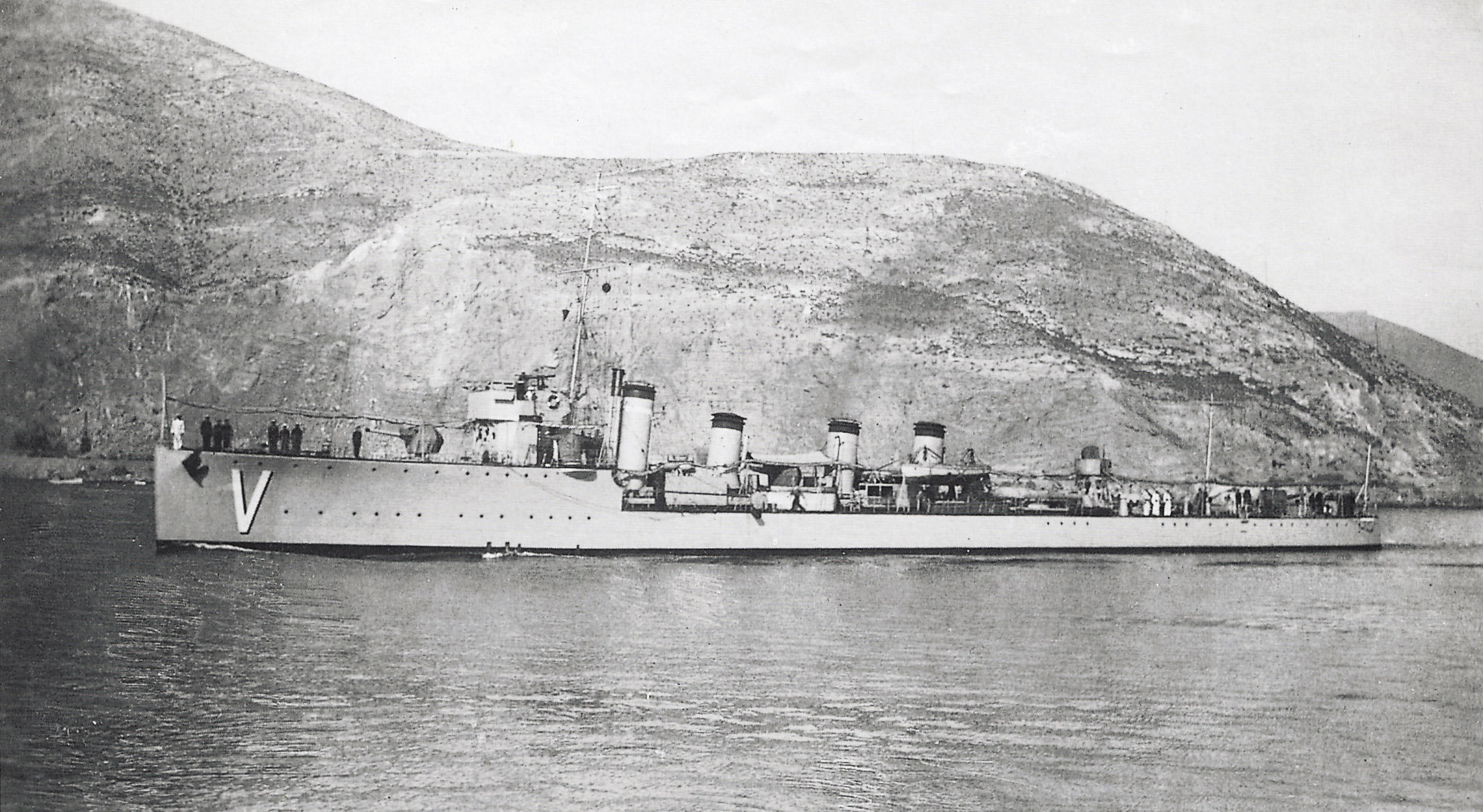
Destructor "nacional" Velasco

Tras el golpe de Estado el bando sublevado solo contaba con tres buques importantes: el acorazado España (botado en 1913 y que en julio de 1936 se encontraba en dique seco); el crucero ligero Almirante Cervera (botado en 1928) y el destructor Velasco (botado en 1923). También tenía en su poder el crucero ligero República, rebautizado como Navarra, (botado en 1920) pero este se encontraba en reparaciones y no entró en servicio hasta muy avanzada la guerra, en agosto de 1938. Además los sublevados se habían apoderado de cinco torpederos, tres cañoneras y cinco guardacostas (pero ningún submarino).
Sin embargo esta pequeña flota "nacional" controlaba el mar en el Norte, porque toda la flota republicana estaba concentrada en el Estrecho y la zona del Mediterráneo. El capitán de navío Francisco Moreno Fernández, habilitado como contraalmirante, asumió el mando, y hasta mediados de octubre de 1936 no se creó el Estado Mayor de la Armada, cargo para el que fue nombrado el vicealmirante retirado Juan Cervera Valderrama.
La flota "nacional" a pesar de su pequeño tamaño contaba con dos ventajas. La primera era que disponía de oficiales suficientes para los tres barcos de guerra importantes con que contaba y cuando tuvo necesidad de más oficiales para los nuevos cruceros Canarias y Baleares, y para la flota auxiliar de mercantes y de bous armados que los sublevados hicieron entrar en servicio rápidamente, recurrieron a los guardiamarinas y a los alumnos de 1.º y 2.º año de la Escuela Naval de Marín que también estaba en su poder. Así en el otoño de 1936 los sublevados ya contaban con una flotilla de 19 bous (barcos de pesca de altura requisados y artillados), donde cada barco iba mandado por un oficial del Cuerpo General de la Armada. El problema lo representaba la escasez de suboficiales y de cabos de marinería (ya que en la zona sublevada muchos habían sido fusilados, encarcelados o expulsados de la Marina por oponerse a la rebelión). Para solucionarlo se creó el cuerpo de cabos provisionales formados en una Escuela de marinería y artillería creada a tal fin.
La segunda ventaja era que poseía la mejor base naval de España en Ferrol, bien defendida contra el ataque aéreo, submarino o de superficie. La única desventaja de Ferrol, que era que estaba muy lejos del Estrecho de Gibraltar y del Mediterráneo, fue compensada por la base de Cádiz, cuyas baterías de costa junto con las de Ceuta y de Algeciras harían difícil para el enemigo el paso del Estrecho. Y para el Mediterráneo contaron con el puerto de Palma de Mallorca que irá cobrando cada vez más importancia a lo largo de la guerra.
Además la inferioridad en buques de guerra de la Armada del bando sublevado se vio compensada muy pronto gracias a que en Ferrol estaban prácticamente terminados los modernos cruceros pesados Canarias (que entró en servicio en septiembre de 1936) y Baleares (entró en servicio tres meses más tarde), que eran muy superiores a los cruceros gubernamentales tanto en alcance y capacidad de fuego de su artillería como en autonomía y envergadura. Además en los astilleros de Ferrol se estaban construyendo los únicos cañoneros-minadores de España (el cañonero-minador Júpiter, que entró en servicio a principios de 1937, y el cañonero minadorVulcano, que entró en servicio a finales de ese mismo año).
La carencia de submarinos fue solucionada con cuatro submarinos de la Armada italiana que llevaban a bordo un oficial español por si eran apresados y cuyas acciones tuvieron que se interrumpidas en febrero de 1937. Entonces Italia cedió dos de ellos, el Archimede y el Torricelli, que llegaron a Palma el 13 de abril de 1937 y que más tarde pasaron a llamarse General Sanjurjo y General Mola. En octubre de 1937 sus dotaciones ya fueron reemplazadas por unas enteramente españolas. Dos meses antes habían llegado a Mallorca cuatro submarinos italianos más que fueron llamados L-1, L-2, L-3 y L-4, pero éstos cuatro submarinos "legionarios" actuaron muy poco tiempo porque fueron retirados en febrero de 1938 a causa de la ola de protestas internacionales levantada por el hundimiento de dos mercantes por los submarinos General Mola y General Sanjurjo.

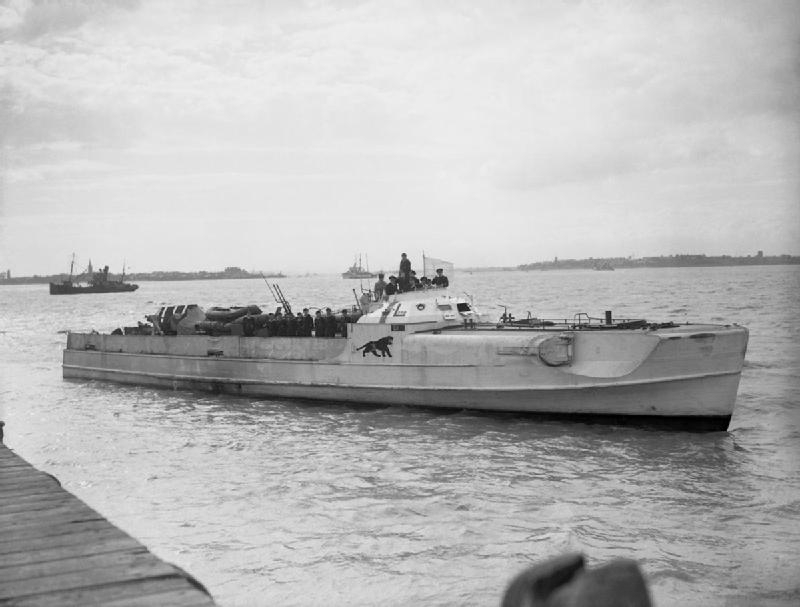
Lancha torpedera alemana Schnellboot.

La carencia de destructores se intentó solucionar inicialmente con las cinco lanchas torpederas -Scnellboot- cedidas por la Armada alemana que fueron llegando desde noviembre de 1936 y que fueron bautizadas con los nombres de Falange, Requeté, Oviedo, Badajoz y Toledo. Pero estas lanchas no podían realizar la función de escolta de mercantes por lo que a mediados de 1937 se compraron a la Armada italiana por cuarenta millones de liras dos viejos destructores (el Aquila, botado en 1916, rebautizado, Ceuta; y el Falco, botado en 1919, rebautizado como Melilla) y dos contratorpederos también antiguos (el Alessandro Poerio, botado en 1914 y rebautizado como Teruel, y el Guglielmo Pepe, botado también en 1914 y rebautizado como Huesca). Los cuatro destructores entraron en servicio entre octubre y noviembre de 1937 pero enseguida comenzaron a averiarse dada su antigüedad, por lo que no parece que fuesen de gran utilidad, algo de lo que se quejó el Estado Mayor de la Armada "nacional" que los calificó de "chatarra".

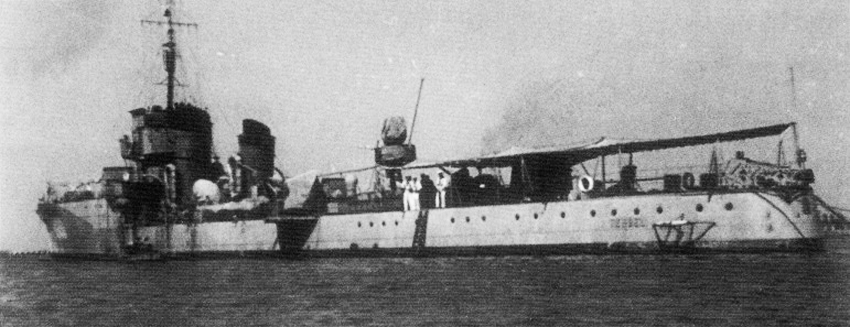
Destructor Teruel (ex Alessandro Poeiro).

Un informe del servicio secreto republicano (SIM) de enero de 1939 señalaba la desventaja de la marina republicana respecto de la "marina de guerra facciosa" que contaba con "un total de cerca de 100 unidades -contando entre ellas un gran número de cruceros auxiliares perfectamente artillados-".. Algunas de las acciones de los cruceros auxiliares rebeldes fueron lejanas a las costas españolas, por ejemplo la conocida como "hundimiento del Cantabria" el 2 de noviembre de 1938 se produjo cerca de la costa de costa de Cromer (Reino Unido), cuando el crucero auxiliar franquista Nadir hundió al carguero republicano Cantabria.
Además los sublevados pudieron contar con el apoyo desde el inicio de la guerra de las Armadas italiana y alemana. No solo fue importante su labor de hostigamiento a la flota republicana o la de pasar información sobre sus movimientos sino que se ocuparon de escoltar los mercantes propios que transportaban material de guerra al bando sublevado liberando de esa misión a la flota "nacional" que pudo así dedicarse enteramente a perseguir el tráfico mercante que se dirigía a los puertos republicanos (al contrario de lo que sucedió con la flota republicana que al carecer la Unión Soviética de una flota en el Mediterráneo tuvo que encargarse ella misma de la defensa de los mercantes soviéticos). En Cádiz se estableció una estación radiotelegráfica, para enlazar las unidades navales de los sublevados con las de sus aliados italianos y alemanes, que se comprometieron a seguir vigilando la costa mediterránea "para que en todo momento se sepa dónde están los rojos y lo sepa el almirante español".

## La intervención extranjera

### La Alemania nazi

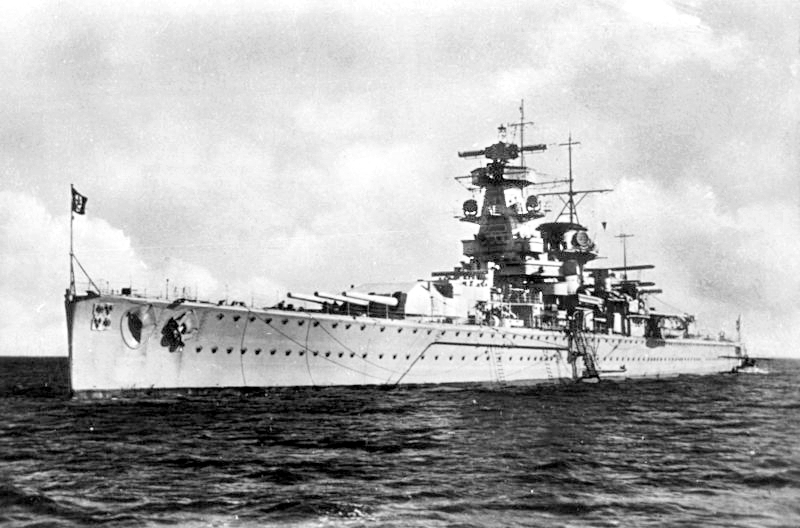
El Admiral Graf Spee en 1936.

Para proteger a los barcos mercantes "especiales" (Sonderschiffe, eufemismo utilizado para referirse a los buques que transportaban material de guerra) que enviaba el Schiffahrtsabteilung, la armada de la Alemania nazi envió a la zona del estrecho de Gibraltar una pequeña flota encabezada por el acorazado Graf Spee e integrada por dos cruceros y cuatro destructores, aunque recibieron órdenes de evitar incidentes. Hasta qué punto la Kriegsmarine estaba dispuesta a proteger los mercantes lo demostró el caso del Palos que el 20 de noviembre de 1936 fue detenido por el bou Bizkaia de la Marina de Guerra Auxiliar de Euzkadi y conducido al puerto de Bilbao. El gobierno alemán reclamó la carga que había sido confiscada negando que fuera material de guerra (el día 29 de noviembre el buque había salido de Bilbao escoltado por el crucero Könisberg) y como su exigencia no fue atendida, el 1 de enero de 1937 el acorazado Graf Spee secuestró como represalia a la altura de Almería al vapor Aragón y el Kónisgberg al mercante Marta Junquera dos días después a la altura del cabo de Ajo. Como la carga del Palos siguió sin devolverse los alemanes cedieron los barcos al bando sublevado después de haber puesto en libertad a la tripulación.
Además de proteger los "barcos especiales", la marina de guerra alemana transmitió información a los sublevados sobre los movimientos de la flota republicana y de los barcos que llevaban material de guerra a puertos republicanos y abasteció a la Armada "nacional" de cañones, municiones y material de transmisiones, con los técnicos e instructores necesarios para enseñar su manejo.

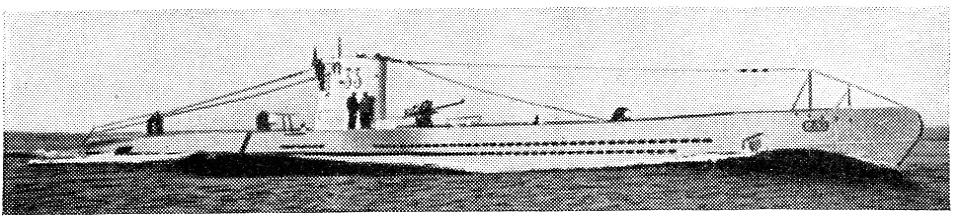
Submarino alemán U-33, hacia 1937.

A causa de la presión del bando sublevado los alemanes dieron un paso más organizando a finales de 1936 la Operación Úrsula que consistía en el envío secreto al Mediterráneo de dos submarinos, U-33 y U 34, para que atacaran buques de guerra republicanos y mercantes. Aunque fue por casualidad, el U-34 hundió el submarino republicano C3 a la altura de Málaga". Los alemanes suspendieron la operación el 10 de diciembre y la responsabilidad de realizar una campaña submarina en aguas españolas pasó a la Marina italiana.< También hubo una importante actividad aeronaval alemana desde la llegada a finales de 1936 de una escuadrilla de hidroaviones He 59 que estableció su base en Pollensa (Mallorca) desde donde se dedicó a hostigar el tráfico comercial y en alguna ocasión atacó barcos de guerra republicanos (como en la noche del 23 al 24 de mayo de 1937 en que fue alcanzado el acorazado Jaime I).<

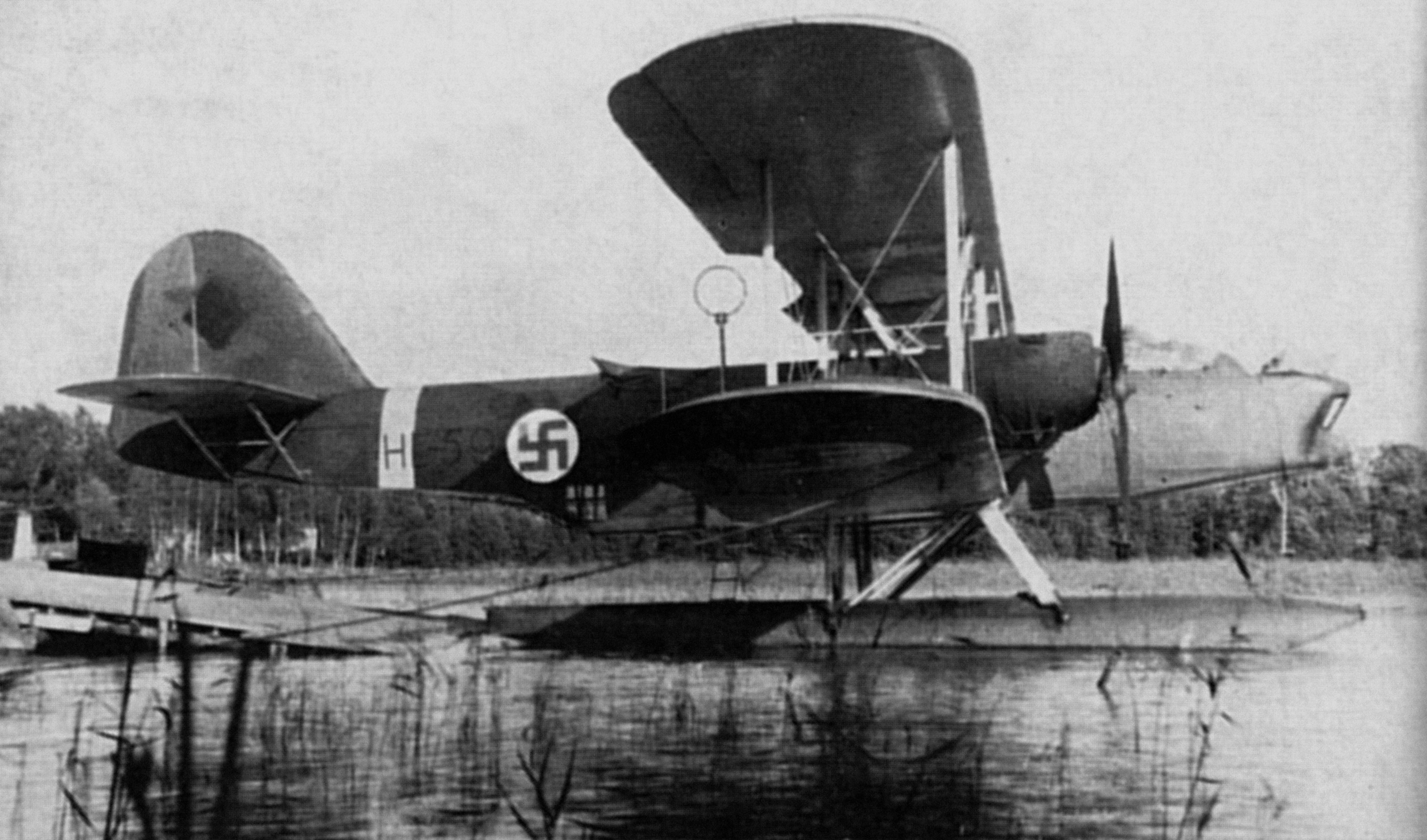
Un hidroavión He 59 finlandés.

Cuando en marzo de 1937 entró en vigor el plan de control del Comité de No Intervención los "barcos especiales" (Sonderschiffe) adoptaron el pabellón de Panamá para eludirlo y pasaron a llamarse Acme, Balboa, Colón, Golfo de Darién y Golfo de Panamá (también de esa forma se evitó tener que emplear buques de guerra para proteger a los mercantes).
Los alemanes aportaron cruceros, pero estos no intervinieron, salvo en el bombardeo de Almería por el acorazado de bolsillo Admiral Scheer el 31 de mayo de 1937, efectuado en represalia por el ataque aéreo que había sufrido el 28 de mayo de 1937 el acorazado de bolsillo Deutschland en Ibiza, lo que dio lugar al llamado incidente del Deutschland. El bombardeo de Almería, que se había producido abiertamente (exhibiendo el pabellón alemán), llegó a ser considerado como un posible motivo para que la República declarara la guerra a Alemania, posición defendida por el coronel Vicente Rojo e Indalecio Prieto, pero finalmente se impuso la postura contraria de Negrín y Azaña.

### La Italia fascista
En los primeros seis meses de la guerra llegaron de la Italia fascista a los puertos sublevados unos cincuenta barcos mercantes con material de guerra. Según informaron los cónsules ingleses a su gobierno, en 1937 llegaron a los puertos de Sevilla, Cádiz y Huelva 183 mercantes italianos (frente a los 73 de antes de la guerra). Para coordinar y planificar las misiones de la marina de guerra italiana con la marina de guerra alemana en su ayuda al bando sublevado, el general Mario Roatta, jefe del servicio de información italiano, se reunió en dos ocasiones con el almirante Canaris, jefe del Abwehr.
Así en cuanto empezó a llegar en octubre de 1936 material de guerra de la Unión Soviética a la República, además de desplegar en el canal de Sicilia una escuadra italiana de vigilancia, se puso en marcha un plan secreto para que cuatro submarinos italianos atacaran los mercantes soviéticos y españoles y a la armada republicana que los escolataba. Se acordó con los mandos sublevados que a bordo de cada uno de ellos iría un oficial de la Armada franquista, para que en caso de que algún submarino fuera capturado el oficial español fuera presentado como su comandante. La acción de estos submarinos se coordinó con los dos submarinos alemanes de la Operación Úrsula, que se relevarían en la vigilancia de las costas españolas. Los submarinos italianos, a diferencia de los alemanes, consiguieron un resonante éxito cuando el 22 de noviembre el Torricelli torpedeó en la entrada del puerto de Cartagena el crucero republicano Miguel de Cervantes causándole graves desperfectos, lo que lo dejó fuera de servicio durante año y medio. Además el ataque al Miguel de Cervantes paralizó a la flota republicana que evitaba salir de puerto. Sin embargo, el Comité de No Intervención no abrió ninguna investigación.
Después de comprobar que el ataque al Miguel de Cervantes no había tenido consecuencias internacionales, la Armada italiana incrementó de forma notable su presencia en aguas españolas. Así a mediados de febrero de 1937 había 13 cruceros, 22 destructores, 2 lanchas torpederas, 7 buques auxiliares y 42 submarinos que habían desempeñado misiones en la guerra española.

### La Unión Soviética

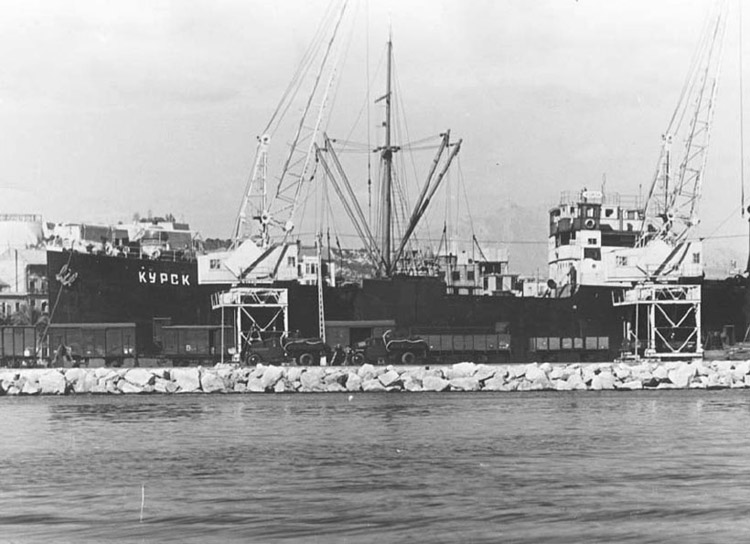
El carguero soviético Kursk desembarcando material militar para la República en el puerto de Alicante. El primero fue el 27 de octubre de 1936

La Unión Soviética carecía de flota en el Mediterráneo, por lo que la ayuda a la República en el campo naval se limitó a una treintena de oficiales de la Armada soviética (que actuaban con seudónimos españoles) encabezados por el capitán de navío Nikolai Kuznetsov, cuya máxima preocupación fue asegurar que los barcos mercantes que traían el material bélico soviético desde el Mar Negro fueran escoltados por la marina republicana para que llegaran a los puertos de destino. La misión defensiva de la flota republicana casi impuesta por Kuznetsov, que era la propia de la marina soviética de entonces, fue una de las razones por las que en la marina republicana no se llegara a desarrollar "una mentalidad de combate agresiva como la que había sido característica de la Armada de los sublevados desde el principio del conflicto".
El primer transporte soviético que llegó a la España republicana fue el Neva que procedente de Odesa en el Mar Negro descargó en Alicante 2000 toneladas de alimentos el 25 de septiembre de 1936 después aunque el primer transporte de armamento pesado (carros de combate con sus tanquistas) fue el del Komsomol que fondeó en Cartagena el 15 de octubre. Ocho días antes la URSS había anunciado que se consideraría liberada de las obligaciones contraídas con el Comité de No Intervención si no cesaban las violaciones del Pacto de No Intervención por parte de Alemania y de Italia en favor de los sublevados. A partir de aquella fecha los envíos de la ayuda soviética no cesaron.

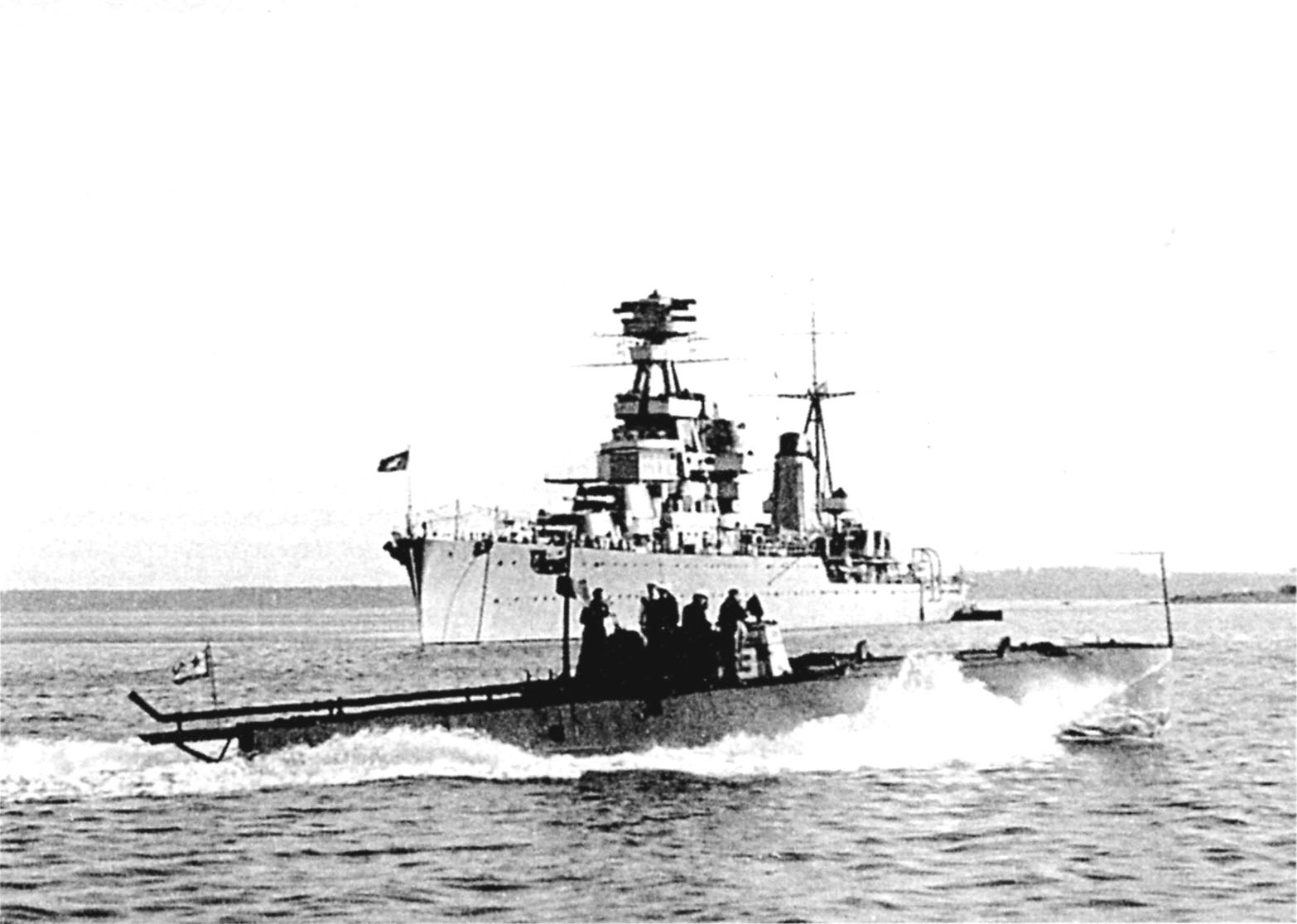
Lancha torpedera soviética de clase G-5 pasando por proa del crucero Kirov.

Para pagar la ayuda soviética el gobierno republicano de Largo Caballero ordenó transportar a Moscú una parte importante de las reservas de oro del Banco de España que estaban guardadas en el Arsenal de la base naval de Cartagena. Cuatro barcos soviéticos, escoltados por la flota republicana hasta las costas de Argelia, fueron los que transportaron las quinientas toneladas de oro desde Cartagena, de donde partieron el 25 de octubre, hasta el puerto de Odesa.
A diferencia de lo que ocurrió con el bando sublevado, que fue apoyado por las armadas italiana y alemana, la República solo recibió de la URSS cuatro lanchas torpederas de clase G-5 que llegaron en mayo de 1937, además de unos pocos mandos y especialistas en submarinos. Las lanchas eran de 18 toneladas, alcanzaban los 35 nudos y llevaban dos tubos lanzatorpedos y sus mandos eran soviéticos con dotaciones españolas adiestradas por ellos, pero su utilidad fue escasa ya que fueron estacionadas en Portman junto a la base de Cartagena a la que la flota "nacional" no se acercaba por temor a las baterías de costa.

### La "no intervención" de Gran Bretaña y de Francia
A finales de agosto de 1936 todos los países europeos (excepto Suiza) suscribieron el "Acuerdo de No Intervención en España" propuesto por Francia y por Gran Bretaña que prohibía "la exportación... reexportación y el tránsito a España, posesiones españolas o zona española de Marruecos, de toda clase de armas, municiones y material de guerra". La "no intervención" respondía a la política británica de "apaciguamiento" (appeasement policy) de la Alemania nazi, a la que se vio arrastrado el gobierno del "Frente Popular" de Francia, que solo contaba con los británicos ante una posible agresión alemana.
Para el cumplimiento del acuerdo se creó en Londres el 9 de septiembre un Comité de No Intervención en el que estaban representadas las principales potencias europeas, incluidas Alemania, Italia y la Unión Soviética. Pero en la práctica la política de "no intervención" se convirtió en una "farsa", como la calificaron algunos contemporáneos, porque Alemania, Italia y Portugal no suspendieron en absoluto sus envíos de armas y municiones a los sublevados. Por su parte la República comenzó a recibir material de guerra a partir de octubre de 1936 de la Unión Soviética.

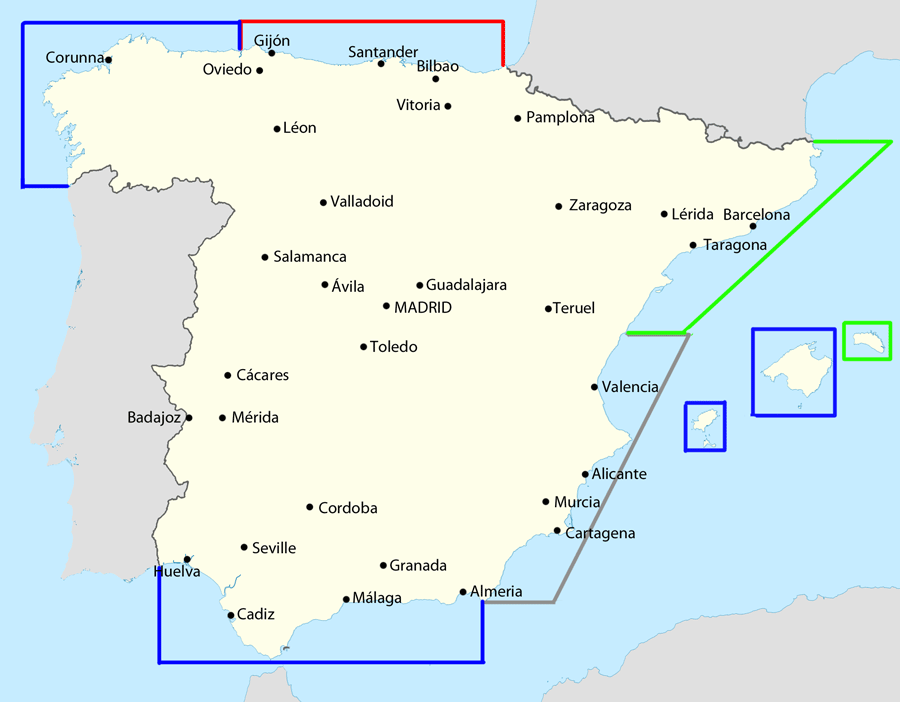
Mapa que muestra las zonas de control de los cuatro países del Comité de No Intervención (rojo: Gran Bretaña; azul: Francia; verde: Italia; gris: Alemania).

Vista la inoperancia del Comité de No Intervención el gobierno británico propuso un plan de control naval para la supervisión de los barcos que se dirigían a puertos españoles que se firmó el 8 de marzo de 1937, aunque no entró en vigor hasta mes y medio después, en la medianoche del 19 al 20 de abril. El plan consistía en que la carga de los barcos mercantes sería inspeccionada por un observador del Comité que subiría a bordo y presenciaría el desembarco en el puerto español. Para controlar que el observador iba efectivamente en el barco las marinas de las cuatro potencias (Gran Bretaña, Francia, Italia y Alemania) se desplegarían en las costas españolas, adjudicándose a cada una de ellas un sector de las mismas, incluidos los dos archipiélagos y el Protectorado español de Marruecos. Pero las marinas de guerra solo tendrían derecho a parar en aguas internacionales a los barcos cuyos gobiernos hubieran firmado el acuerdo (por tanto no se incluían los barcos españoles de uno y otro bando o los de Panamá, que era la bandera que utilizaban los mercantes alemanes en cuanto se acercaban a España) y a los que se avisaría en caso de infracción de la norma, sin poder incautarse de los mismos.
La patrulla naval no era un bloqueo por lo que las posibilidades de que este sistema impidiese el tráfico de voluntarios y de material de guerra hacia los bandos en conflicto en la guerra de España eran muy pequeñas. De hecho no era difícil que un capitán resuelto burlara el control, le bastaba, por ejemplo, con izar la bandera de un país no signatario del acuerdo. Por otro lado, el material soviético fue transportado desde el Mar Negro por barcos españoles y a partir del verano de 1937 siguiendo la ruta Báltico-Le Havre-España para burlar el bloqueo "nacional" en el Mediterráneo. Y en cuanto a los barcos que abastecían al bando sublevado tampoco tuvieron muchas dificultades para sortear la patrulla naval porque los alemanes cambiaban su bandera por la de Panamá a mitad de su viaje y los italianos probablemente por la española.
El colapso del sistema de control naval motivó que, a petición personal del general Franco, Mussolini desplegara la flota italiana de submarinos a lo largo de todo el Mediterráneo para que torpedeara a los mercantes españoles y soviéticos que se dirigieran a los puertos españoles transportando material bélico desde el Mar Negro. Así entre el 19 de agosto de 1937 y principios de septiembre se produjeron por lo menos veinte ataques de los submarinos "fantasmas" o "piratas", aunque Gran Bretaña sabía que se trataba de submarinos italianos porque había interceptado sus comunicaciones y descifrado sus códigos Así que bastó la amenaza de intervención de la marina británica, con el apoyo de la francesa, para que Italia pusiera fin a la operación.
Al mismo tiempo en la conferencia de Nyon, celebrada entre el 11 y el 14 de septiembre de 1937, se acordó una serie de rutas que debían seguir los mercantes en el Mediterráneo y que serían patrulladas por destructores y aviones británicos y franceses. Así todo submarino en inmersión que atacara a un barco neutral sin advertencia o que se encontrara cerca del lugar de ataque, sería hundido, y los buques franceses y británicos también intervendrían ante los ataques a barcos neutrales por parte de aviones y de buques de superficie no españoles. Finalmente la flota italiana también participó en la patrulla de las rutas gracias a un acuerdo posterior con Gran Bretaña aunque Italia nunca reconoció que los submarinos "piratas" o "fantasmas" eran suyos. Los acuerdos de la conferencia de Nyon fueron uno de los pocos éxitos internacionales de la República porque supusieron un serio revés para el bloqueo que pretendían imponer los sublevados sobre el tráfico que se dirigía a los puertos del Mediterráneo (los submarinos ya no podrían navegar sumergidos), por lo que ahora la estrategia se centraría en el apresamiento o torpedeamiento de barcos en las aguas jurisdiccionales y en los bombardeos de la aviación italiana y alemana (que volaban con insignias de la aviación "nacional") desde sus bases en Mallorca.

## Las campañas navales

### El bloqueo del Estrecho (julio-septiembre de 1936)

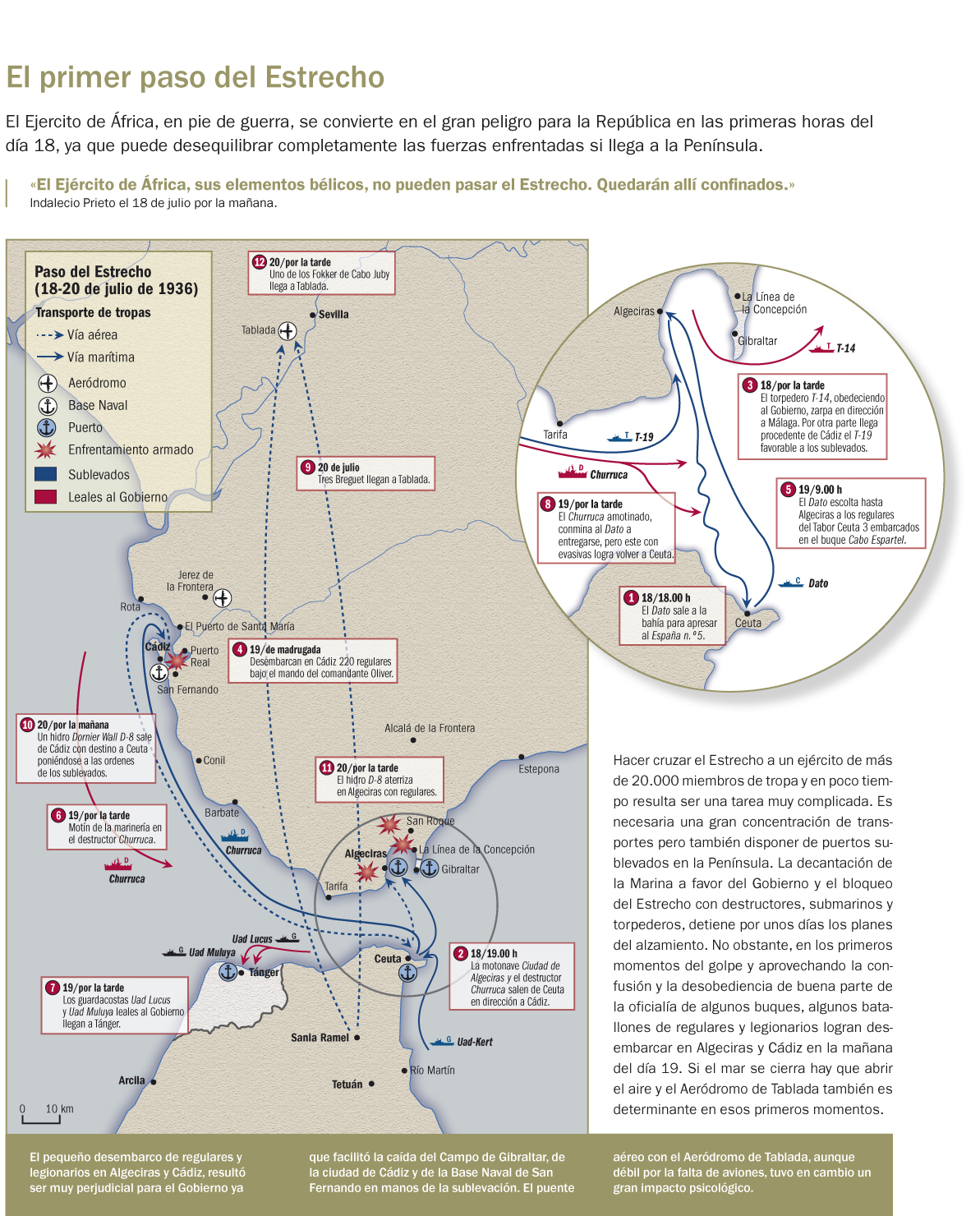
Infografía que narra el cruce del estrecho de Gibraltar por algunas unidades sublevadas del Ejército de África entre el 18 y el 20 de julio de 1936.

Nada más conocerse en la tarde del 17 de julio de 1936 que el golpe de Estado había triunfado en el Protectorado de Marruecos, el ministro de Marina José Giral ordenó que varios barcos de guerra se dirigieran al estrecho de Gibraltar para que bloquearan el paso a la península de las tropas coloniales y para que bombardearan, junto con la aviación leal, las posiciones rebeldes en Ceuta, Melilla y Tetuán. La escuadra republicana pudo cumplir su misión gracias a que las dotaciones de los barcos se rebelaron contra sus oficiales, que estaban comprometidos en el golpe, por lo que los sublevados quedaron bloqueados en Marruecos y no pudieron disponer inicialmente del Ejército de África.
En un primer momento las fuerzas del bando sublevado consiguieron superar el bloqueo por aire gracias a la rápida ayuda que recibieron de la Alemania nazi y de la Italia fascista que les proporcionaron los transportes aéreos, los cazas y los bombarderos para poder organizar un puente aéreo con la península, además de conseguir la superioridad aérea en el estrecho que hizo posible que el 5 de agosto de 1936 pudiera cruzarlo una pequeña flota llamada por la propaganda de los sublevados Convoy de la Victoria. Pero tras él no pasaría ningún otro convoy porque la flota republicana siguió dominando el estrecho de Gibraltar a pesar de seguir siendo hostigada desde el aire.
A mediados de septiembre la República decidió enviar al mar Cantábrico a la Escuadra con el propósito de impedir el avance de los sublevados por la costa vasca, salvo cinco destructores que quedaron a cargo del bloqueo del Estrecho. Pero este alivio en el frente norte fue fatal para la República, ya que los cruceros Canarias y Almirante Cervera acuden al Estrecho, y el 29 de septiembre de 1936 en la batalla del Cabo Espartel hunden uno de los destructores, el Almirante Ferrándiz, de la clase Churruca, después de inutilizar una de las calderas con una segunda salva disparada a 16 km de distancia (una tercera salva a 20 km también lo alcanzó) y hacen huir al otro, el Gravina, que se refugia en Casablanca, dejando libre el paso al Ejército de África. Así pues la decisión de transferir la flota al Cantábrico, "quizá el mayor error de la Guerra Civil" según el historiador británico Michael Alpert, permitió que los sublevados controlaran el estrecho de Gibraltar y a partir de entonces los convoyes desde Marruecos a la península lo atravesaron con regularidad.
Según el historiador británico Michael Alpert:

No se puede minimizar la importancia del control nacional sobre el Estrecho de Gibraltar. Los nacionales dominaban una posición central, controlando una ruta marítima estrecha, y dominaban también el hinterland donde se encontraban las bases de apoyo. Al dominar el Estrecho se abrió la posibilidad, de gran significación para los meses venideros, de establecer una base avanzada en Palma de Mallorca, cuyo abandono por las fuerzas expedicionarias de la República llegaría a adquirir ahora una significación evidente

### La campaña del Cantábrico en 1936
El dominio inicial del Mar Cantábrico correspondió a la pequeña Armada del bando sublevado cuyas primeras misiones fueron bombardear la costa para apoyar a las fuerzas rebeldes en tierra, atacar objetivos estratégicos y apoyar la campaña de Guipúzcoa dirigida por el general Mola que en la primera quincena de septiembre consiguió tomar Irún y San Sebastián, cortando así la comunicación de la zona norte republicana con Francia. Otra de sus misiones fue bloquear el tráfico marítimo que se dirigiera a los puertos republicanos.

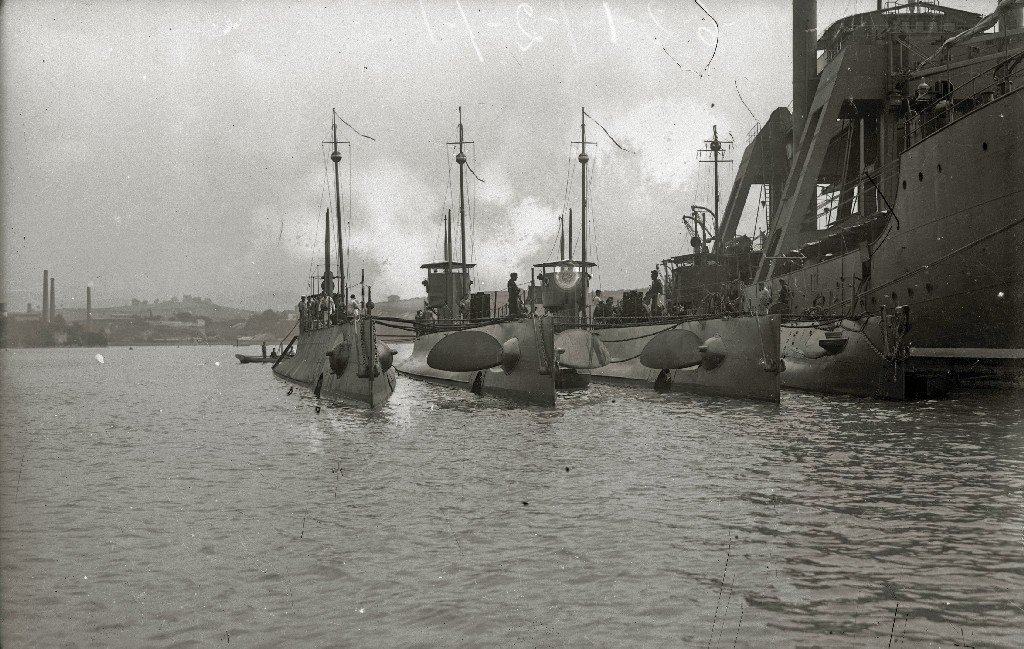
Submarinos españoles de la Clase B (1922) en Pasajes.

El gobierno de la República envió entre agosto y septiembre de 1936 cuatro submarinos de la Clase C y uno de la Clase B para que protegieran el tráfico mercante y atacaran a la flota "nacional", pero la mayoría de los sus comandantes, de dudosa lealtad a la República, actuaron de forma negligente y no cumplieron con la misión que se les había encomendado. También parece que fueron saboteados los torpedos pues cuando el submarino C-5 al mando del capitán de corbeta Remigio Verdía, el único comandante de los submarinos totalmente leal al gobierno, tuvo a tiro al acorazado España el torpedo que le lanzó no explotó.
La ineficacia de la flotilla de submarinos decidió al gobierno a enviar el 21 de septiembre al Cantábrico al grueso de la Armada republicana de superficie (el acorazado Jaime I, los cruceros Miguel de Cervantes y Libertad y seis destructores) con el objetivo primordial de detener el avance de las tropas sublevadas por la costa tras la toma de Irún y de San Sebastián. En la decisión, la "peor de toda la guerra civil" según Michael Alpert, influyó la creencia de que el crucero Canarias tardaría en acabarse en el astillero de Ferrol y también los motivos políticos (respaldar la autoridad del Gobierno de la República en el País Vasco, donde estaba a punto de formarse un gobierno autónomo en cuanto se aprobara el Estatuto de Autonomía, lo que se produjo el 1 de octubre). Asimismo contó un exceso de confianza de que con los cinco destructores que se dejaban en la zona del estrecho de Gibraltar sería suficiente para mantener el bloqueo del Estrecho.
El 23 de septiembre la escuadra llegaba a Gijón, continuando tres destructores a Santander. El objetivo de paralizar o retrasar las operaciones en tierra de los sublevados se consiguió. Así el general Mola se vio obligado a suspender el ataque a Vizcaya y Bilbao. Su superioridad era tan absoluta que durante la estancia de la flota republicana en el Cantábrico, no hay actividad en el mismo de la Armada del bando sublevado, refugiada en la base naval de Ferrol. Sin embargo, la presencia del grueso de la Armada republicana fue aprovechada por los cruceros sublevados Canarias y del Almirante Cervera que irrumpieron en el estrecho de Gibraltar y levantaron el bloqueo del Estrecho tras hundir un destructor republicano y hacer huir a otro.

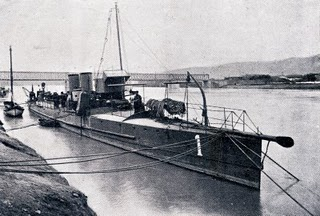
Torpedero de la Clase T-1 en Tortosa 1915

El 13 de octubre de 1936 el grueso de la Armada republicana volvió al Mediterráneo y en el Cantábrico solo quedó el destructor José Luis Díez junto con dos submarinos (el C-2 y el C-5) y el torpedero T-3. Esta pequeña escuadra pronto dio muestras de ineficacia e inactividad (el destructor José Luis Díez será conocido en Bilbao por «Pepe el del puerto» por lo poco que salía a navegar), lo que tenía que ver con el poco grado de confianza que ofrecían sus mandos. Mientras tanto los barcos de la Armada del bando sublevado (el acorazado España, el destructor Velasco, tres mercantes artillados y las flotillas de bous armados con base en puertos gallegos y en Pasajes) eran dueños del Cantábrico y controlaban los accesos a los puertos republicanos de la franja norte apresando a voluntad los barcos mercantes que se dirigían a ellos.
Ante la inactividad de las Fuerzas Navales del Cantábrico, la defensa de los accesos a Bilbao, el principal puerto republicano del Cantábrico, y la protección de los barcos que traían material de guerra desde Francia, corrió a cargo de la flotilla de bous de la Marina de Guerra Auxiliar de Euzkadi creada por el Gobierno vasco. Estos bous, a diferencia de las unidades de la Armada republicana, demostraron un alto grado de espíritu combativo, interceptando mercantes alemanes con cargamento para los sublevados (el Pluton y el Palos) y llegando a enfrentarse al Velasco el 15 de noviembre de 1936. Así consiguieron reducir el apresamiento de mercantes por la Armada franquista el resto del año 1936 y los dos primeros meses de 1937, ya que su única captura fue la que tuvo lugar el 9 de enero cuando el destructor Velasco apresó al buque soviético Smidovich, que se dirigía a Bilbao con una carga de alimentos.
Las fuerzas navales del bando republicano sufrieron un duro golpe cuando el submarino C-5 desapareció el 30 de diciembre mientras realizaba una misión a la altura de Bilbao. Seguramente la desaparición fue provocada por su comandante, el capitán de corbeta José Lara Dorda, adicto a la "causa nacional". Se reclamó al gobierno de Valencia, que era entonces la capital de la República, que enviara más unidades al Cantábrico pero el jefe del recién creado Estado Mayor Central de la Armada, el capitán de corbeta Luis González de Ubieta, contestó que no era partidario de dividir las fuerzas navales republicanas y tampoco hizo nada para remediar la inactividad del destructor José Luis Díez y del submarino C-2.

### La guerra naval en el Mediterráneo hasta la toma de Málaga (agosto 1936-febrero 1937)
En el Mediterráneo, la guerra naval se centró en el bloqueo de los puertos enemigos, la protección de convoyes, el bombardeo de costa y el apoyo a operaciones terrestres.

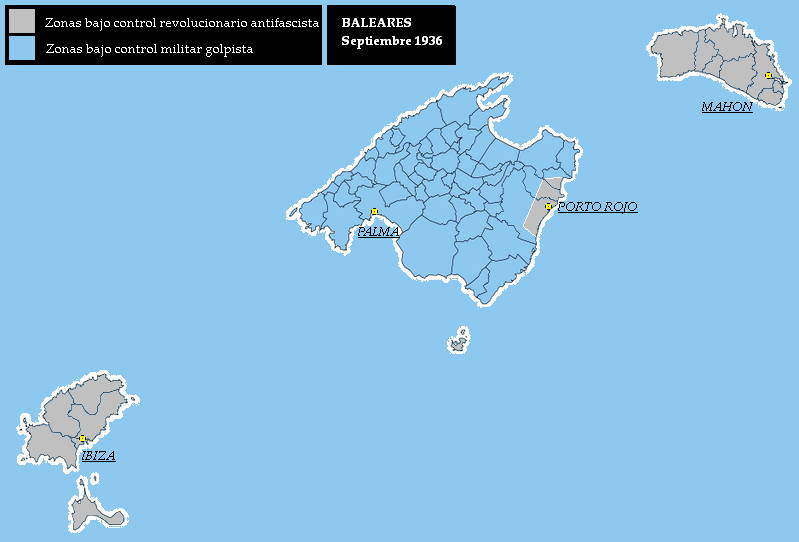
Máxima avance de los republicanos en las Baleares, a comienzos de septiembre de 1936.

La primera operación naval importante en el Mediterráneo, fuera del área del estrecho, fue una iniciativa republicana. Tuvo lugar en la segunda quincena de agosto de 1936, cuando la Generalidad de Cataluña y el Comité Central de Milicias Antifascistas llevan a cabo el desembarco de Mallorca para recuperar la isla de manos de los "facciosos". La operación estaba mandada por el capitán de aviación Alberto Bayo que desembarcó en la costa este de la isla el 16 de agosto al frente de 8000 o 9000 hombres la mayoría de ellos milicianos catalanes. En el operativo participaron los destructores Almirante Miranda y Almirante Antequera, que acababan de ser puestos en servicio, más los guardacostas Xauen y Tetuán y el torpedero T-19, además de los submarinos B-2, B-3 y B-4. La misión de los dos destructores (aunque Badía había solicitado cuatro y que el acorazado Jaime I bombardeara Palma de Mallorca, peticiones que fueron denegadas por el gobierno de Madrid) fue proteger el desembarco bombardeando carreteras y lugares fuertes de los defensores.
Pero la operación resultó un desastre porque los expedicionarios perdieron tiempo y permitieron que los defensores reaccionaran y se organizasen, ayudados por hidroaviones Savoia italianos y por buques de guerra de la Armada italiana. Así las fuerzas expedicionarias fueron evacuadas el 3 de septiembre, protegidas por la artillería de los dos destructores y del acorazado Jaime I y el crucero Libertad que habían llegado el día anterior. Mallorca a partir de entonces se iba a convertir en una base naval y aérea clave para la guerra en el Mediterráneo.
Tras su victoria en la batalla del Cabo Espartel que supuso el control del Estrecho de Gibraltar por el bando sublevado, los cruceros Canarias y Almirante Cervera realizaron la primera incursión de la flota del bando sublevado por el Mediterráneo. Su primer objetivo fue bombardear los depósitos de petróleo de Almería. El 9 de octubre el Almirante Cervera hundía los guardacostas Uad-Muluya y Uad-Lucus mientras cañoneaba el litoral de Málaga. Ni la aviación republicana ni los cuatro submarinos de la Clase B que se encontraban por la zona actuaron.
La respuesta republicana fue ordenar el 2 de octubre a los submarinos de la Clase C, el C-6, el C-3 y el C-4 que, al mando de capitán de corbeta Remigio Verdía que iba a bordo del C-6, abandonaran el Cantábrico y se dirigieran al Estrecho. La misma orden recibió el destructor Gravina que estaba siendo reparado en Casablanca después de conseguir zafarse de la persecución del crucero "nacional" Almirante Cervera en la batalla del Cabo Espartel, pero su comandante, el alférez de navío Alberto del Caso Montaner se pasó a los sublevados y fue enviado el capitán de corbeta Luis González de Ubieta para que se hiciera cargo del barco y se reuniera con el resto de la flota republicana, que también había recibido la orden de abandonar el Cantábrico y dirigirse al Mediterráneo.
La flota republicana que venía del Cantábrico, donde solo quedó el destructor José Luis Díez junto con dos submarinos (el C-2 y el C-5) y el torpedero T-3, cruzó el estrecho el 18 de octubre mientras los cruceros sublevados prefirieron no presentar batalla y se refugiaron en el puerto de Ceuta. Sin embargo la vuelta del grueso de la flota al Mediterráneo no interrumpió los ataques de los cruceros sublevados, especialmente del Canarias, que bombardeó Rosas al norte de la costa catalana el 30 de octubre, volvió a incendiar los depósitos de Campsa en Almería el 8 de noviembre, bombardeó Barcelona dos días después y apresó el 12 el vapor Ciudadela que hacía el trayecto Mahón-Barcelona. El 17 de noviembre bombardeó Palamós.

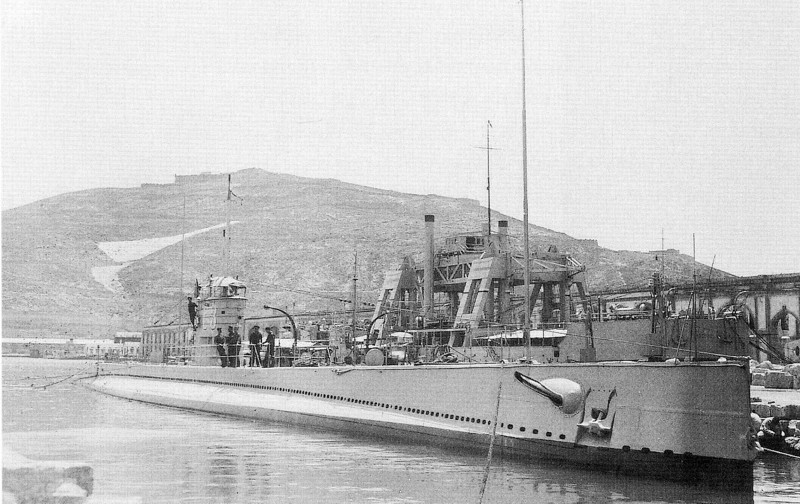
El submarino republicano C-3.

Por otro lado un hidroavión Dornier hundió el submarino B-5 a la altura de Estepona (Málaga), aunque cuando acabó la guerra su comandante, el capitán de corbeta Carlos Barreda Terry, manifestó su plena adhesión a los sublevados por lo que se sospechó que el B-5 había sido saboteado más que destruido. El 12 de diciembre de 1936 también era hundido el submarino C-3 a la altura de Málaga. Inicialmente se creyó que había sido saboteado por su comandante, pero muchos años después de terminada la guerra se supo que había sido hundido por el submarino alemán U-34 que participaba en la operación secreta de la Kriegsmarine denominada Operación Úrsula.
Al mismo tiempo que los alemanes llevaban a cabo la Operación Úrsula, la armada italiana desplegó cuatro submarinos que llevaban a bordo cada uno de ellos a un oficial español para que en caso de ser apresados presentarlo como el comandante de la nave y cuya misión era atacar a la flota republicana y a los mercantes soviéticos (y también los de bandera mexicana y española). El mayor éxito de esta operación secreta italiana fue el ataque al crucero republicano Miguel de Cervantes el 22 de noviembre de 1936 en Cartagena que como consecuencia del impacto de un torpedo sufrió graves daños y quedó fuera de servicio durante año y medio (hasta finales de marzo de 1938), ya que en el dique seco de la base de Cartagena no cabía un crucero y hubo que ampliarlo para proceder a su reparación. Solo tres días después, en la noche del 25 al 26 de noviembre de 1936 se produjo el primer gran bombardeo aéreo de la base naval de Cartagena por aviones de la Legión Cóndor alemana, lo que obligó a que en adelante la flota republicana tuviera que hacerse a la mar durante la noche, para evitar estar concentrada en el puerto y ser así vulnerable a los bombardeos, "con el resultado inevitable de que le quedara poca energía para realizar misiones agresivas durante el día". La consecuencia de todo ello fue que la flota republicana evitaba salir de puerto y se dedicó por completo a la función defensiva de escoltar a los mercantes soviéticos y españoles que llevaban material de guerra.
Con el Miguel de Cervantes en reparaciones los republicanos solo contaban con un único crucero moderno, el Libertad (el Méndez Núñez era viejo y lento e iba peor armadao), por lo que la iniciativa naval en el Mediterráneo pasó a los sublevados sobre todo cuando a finales de diciembre de 1936 a los cruceros Almirante Cervera y  Canarias se sumó el crucero Baleares, gemelo del Canarias.
Poco antes de la entrada en servicio del Baleares, el Canarias hundió el vapor soviético Komsomol frente a Orán (Argelia francesa) el 12 de diciembre de 1936. El Komsomol realizaba su tercer viaje a España llevando material de guerra (en el primero descargó carros de combate), aunque su destino oficial era Gante en Bélgica y su carga declarada eran 7000 toneladas de mineral de manganeso (esta era la forma más frecuente de "camuflar" a los mercantes soviéticos que se dirigían a España con material de guerra, y además, para sortear y confundir a los barcos sublevados, a veces también iban acompañados de barcos soviéticos "inocentes" que ni se dirigían a España ni transportaban material de guerra, para desesperación de las autoridades navales sublevadas que los detenían y revisaban la carga, teniendo que dejarlos marchar a continuación). El Komsomol fue avistado en alta mar entre las costas de Alicante y de Argelia por el crucero Canarias que le obligó a detenerse. El capitán del barco soviético se puso en comunicación con el mando naval soviético en el Mar Negro que le ordenó que abriera las escotillas y hundiera el barco y que la tripulación, 34 hombres y 2 mujeres, quedara prisionera del Canarias para posiblemente poder demostrar que unos marineros inocentes de un barco neutral estaban en una "cárcel fascista". Según la versión soviética posterior esto fue lo que sucedió (la dotación además de abrir las escotillas prendió fuego al barco) pero según la versión del jefe de la flota "nacional" el Komsomol fue hundido por el Canarias de 56 cañonazos por sospechar que el barco llevaba armas. "Por algún motivo, los detalles del hundimiento se mantuvieron en secreto en la URSS. La noticia quizás hubiera demostrado la incapacidad soviética para defender su propia navegación o acaso hubiera revelado el tráfico de armas".
Casi un mes después, el 8 de enero de 1937, el crucero Canarias consiguió un nuevo éxito con el apresamiento del petrolero Campuzano con ocho millones de litros de combustible, que inexplicablemente no llevaba escolta de destructores.
Cuando se produce la batalla de Málaga a principios de 1937, la flota del bando sublevado apoya a las tropas de tierra con bombardeos sobre la costa. El día 11 de enero llegaron a aguas malagueñas los cruceros sublevados y tres días después subía a bordo del Canarias el general Queipo de Llano que dirigía el ataque, para reforzar la importancia de la cooperación Ejército-Marina. Así al empezar el avance por la carretera de Marbella, el Canarias y el Almirante Cervera, y los guardacostas Larache y Alcázar, bombardearon y ametrallaron las posiciones defensivas republicanas e impidieron la llegada de refuerzos desde Málaga, por lo que el 17 de enero caía Marbella. En la base de Málaga solo se encontraba el guardacostas Xauen y no había ningún submarino, ni ningún destructor, y las fuerzas de aviación se reducían a diez o doce aparatos. Los cruceros y los destructores de la flota republicana que estaban en la base de Cartagena se hicieron a la mar el 20 de enero para "batir al enemigo caso de encontrarlo", pero la búsqueda no fue muy intensa por temor a los submarinos italianos (que habían hundido un mercante español que llevaba harina a Málaga) y al enfrentamiento con el Canarias y el Baleares muy superiores al Libertad, único crucero moderno de los republicanos, por lo que no los encontraron y regresaron a la base. Como le comunicó el jefe de Estado Mayor de la Armada, el capitán de corbeta Luis Junquera, al jefe de la flota, el también capitán de Corbeta Miguel Buiza: "De todas maneras, me parece que con el Libertad y el Méndez Núñez, poco es lo que se puede hacer y mucho lo que arriesgan". Opinión que era compartida por este último que comunicó: "Es inútil pensar, por lo ineficaz y peligroso, y dadas las condiciones estratégicas del enemigo, aparte de otras razones que no se te escapan, pensar en una acción de la flota".
Así que cuando se inició el 4 de febrero el ataque final a Málaga, en cuyo bombardeo marítimo también participó el crucero Baleares, la ciudad estaba indefensa. "Buques enemigos bombardean a placer", fue uno de los últimos radiogramas enviados al gobierno republicano antes de la toma de la ciudad por los sublevados (entre los que se encontraba el CTV italiano recién desembarcado en Cádiz). De Málaga huyeron sus jefes militares y civiles, y sólo se mantuvo en su puesto el comandante de la base naval, el segundo maquinista Baudilio Sanmartín, que logró hundir el guardacostas Xauen antes de que cayera en manos del enemigo. Con Málaga en su poder la flota "nacional" se facilitaron las comunicaciones entre Marruecos y la nueva base de Palma de Mallorca, y con estos dos puntos de apoyo se podía acorralar a la flota republicana en su base principal de Cartagena.

### La Campaña del Norte (marzo-octubre 1937)
El 5 de marzo de 1937, tres semanas y media antes de que se iniciara la Campaña del Norte, tuvo lugar la batalla del cabo Machichaco en la que se enfrentaron el crucero "nacional" Canarias y cuatro bous de la Marina de Guerra Auxiliar de Euzkadi que escoltaban al mercante Galdames junto con el destructor José Luis Díez. Al amanecer el Canarias avistó al Bou Gipuzkoa y disparó contra él incendiándolo, aunque el Gipúzcoa le plantó cara y logró alcanzar al Canarias con un disparo. Mientras tanto el Bou Bizkaia liberó al mercante de bandera estonia Yorkbrook que había sido apresado por el Canarias (llevaba unas 460 toneladas de material de guerra para la República) escoltándolo a Bermeo. Luego el resto del convoy se encontró con el Canarias que abrió fuego contra el Galdames que fue alcanzado por lo que el mercante paró máquinas y se rindió. Los bous vascos Nabarra y Donostia que lo escoltaban presentaron batalla. El Nabarra resultó hundido y el Donostia logró escapar a puerto francés, pero ambos lograron tocar al Canarias. En cambio el destructor de la Armada republicana José Luis Díez alegó una avería y se dirigió al puerto francés de Burdeos. Allí el 7 de marzo, después de sabotear las turbinas del barco, su comandante desertó junto con otros oficiales. Tampoco intervinieron en la batalla ni los submarinos C-2 y C-5 ni el torpedero T-3. Tres días después de la batalla del cabo Machichaco, el Canarias llevó a cabo la captura del Mar Cantábrico, un transporte procedente de Nueva York y que había hecho escala en Veracruz cuyo puerto de destino era Santander.
El 31 de marzo de 1937 se inició la Campaña del Norte con la ofensiva de Vizcaya que fue apoyada por la Armada del bando sublevado, cuya misión era facilitar con fuego naval el avance terrestre por la costa vasca de las tropas sublevadas del general Mola y bloquear y minar los puertos del Cantábrico para evitar el aprovisionamiento de las fuerzas republicanas. Un mes después el acorazado España que participaba en el bloqueo "nacional" de la costa cantábrica tocó con una mina probablemente propia (fondeada por el minador Júpiter) y se hundió a la altura de Santander, aunque la tripulación fue rescatada por el destructor "nacional" Velasco.
Inmediatamente el lehendakari Aguirre reiteró al gobierno de Valencia la petición de los cuatro destructores y de los tres submarinos (y sobre todo de aviación) pero solo fueron enviados al Cantábrico dos submarinos (el C-4 y el C-6) y un destructor, el Císcar recién entregado. Pero los comandantes de las tres unidades navales, al igual que las que ya se encontraban en el Cantábrico (el destructor José Luis Díez, el submarino C-2 y el torpedero T-3) pronto dieron pruebas de su negligencia y dudosa lealtad a la República, lo que fue denunciado por Aguirre al ministro de Defensa Indalecio Prieto. Solo el C-6 que estaba mandado por un oficial ruso, plantó cara a la Armada franquista.
La situación se hizo tan insostenible conforme las fuerzas de Mola estrechaban el cerco sobre Bilbao, que el presidente Aguirre ordenó la detención de las dotaciones de los destructores Císcar y José Luis Díez y su sustitución por miembros de los Voluntarios del Mar, el cuerpo creado por el gobierno vasco para dotar de tripulaciones a los bous y otros barcos de la Marina de Guerra Auxiliar de Euzkadi, aunque solo el comandante del Císcar fue sustituido. Sin embargo, los comportamientos del José Luis Díez y del Císcar no mejoraron demasiado con el cambio, y cuatro días antes de la caída de Bilbao huyeron a un puerto francés, donde sus comandantes y algunos oficiales desertaron.

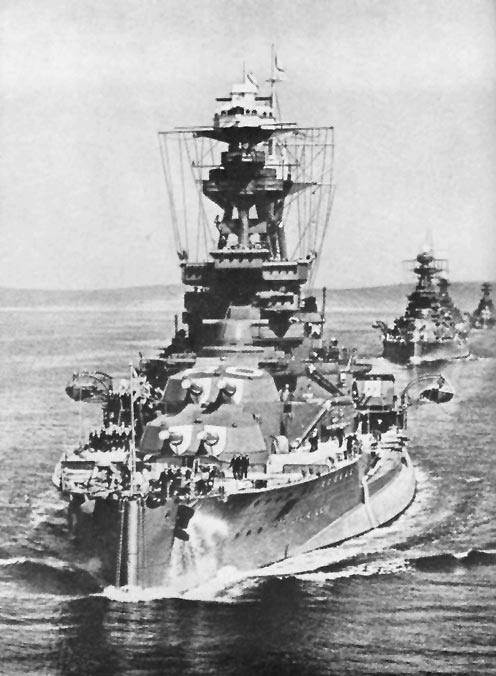
El acorazado Royal Oak visto por proa, fue uno de los buques de la Royal Navy que protegieron a los mercantes británicos que se dirigían a Bilbao

La única ayuda efectiva que recibieron los sitiados en Vizcaya provino de la Armada británica que protegió a sus mercantes de los barcos de la Armada franquista hasta aguas territoriales españolas, con lo que llegaron con relativa facilidad víveres (no así material bélico ya que la Merchant Shipping (Carriage of Arms to Spain) Act lo prohibía). Estas acciones fueron apoyadas por la opinión pública británica entre la que se había desarrollado una corriente de simpatía hacia los vascos acrecentada por la actuación del gobierno vasco en los primeros meses de la guerra impidiendo la persecución religiosa y la violencia que se desató en el resto de la zona republicana y por los terribles bombardeos de Durango y de Guernica que conmocionaron a la sociedad británica, incluidos los sectores más profranquistas. El conservador ministro de asuntos exteriores Anthony Eden llegó a decir en la Cámara de los Comunes el 20 de abril de 1937: "Si tuviera que elegir en España, creo que el Gobierno vasco correspondería más a nuestro sistema que los de Franco o la República".
El momento más crítico se produjo el 6 de abril cuando el crucero Almirante Cervera intento impedir el paso al puerto de Bilbao del mercante británico Thorpehall lo que provocó la rápida intervención de tres destructores británicos que obligaron a retirarse al buque "nacional", aunque a raíz del incidente el gobierno británico advirtió a los armadores de los peligros que podían correr sus barcos en la costa vasca. Sin embargo, el Seven Seas Spray, con una carga de 3600 toneladas de alimentos, creyó en estas garantías dadas por el gobierno vasco de que no correría ningún peligro al llegar a aguas territoriales españolas y entró en el puerto de Bibao, siendo aclamado por la multitud y su capitán agasajado por el gobierno vasco. Al Seven Seas Spray le siguieron otros mercantes y un nuevo intento del crucero "nacional" Almirante Cervera por detenerlos fue de nuevo frustrado por un acorazado y varios destructores de la Armada británica. Los buques de guerra británicos también protegieron a los barcos que evacuaron a miles de refugiados, algunos de ellos llevando exclusivamente niños, cuando era inminente la caída de Bilbao.

Tras la toma de Bilbao el 19 de junio continuó el avance hacia Santander de las tropas sublevadas apoyado por la Armada franquista que mantuvo el bloqueo naval. Aunque la marina de guerra británica siguió protegiendo a sus barcos mercantes y a los barcos con refugiados, su actitud fue cambiando ante la falta de efectividad de los destructores republicanos para protegerlos cuando entraban en aguas jurisdiccionales. Así cuando Santander estaba a punto de caer en manos de los sublevados la Armada republicana del Cantábrico zarpó en dirección al puerto de Gijón. El 27 de agosto, al día siguiente de la toma de Santander, las tropas sublevadas detenían el embarque de los soldados del Ejército Vasco en Santoña en los mercantes británicos Bobie y Seven Seas Spray en virtud del acuerdo alcanzado en el denominado pacto de Satoña con los oficiales italianos del CTV, que no fue aceptado por el mando "nacional".

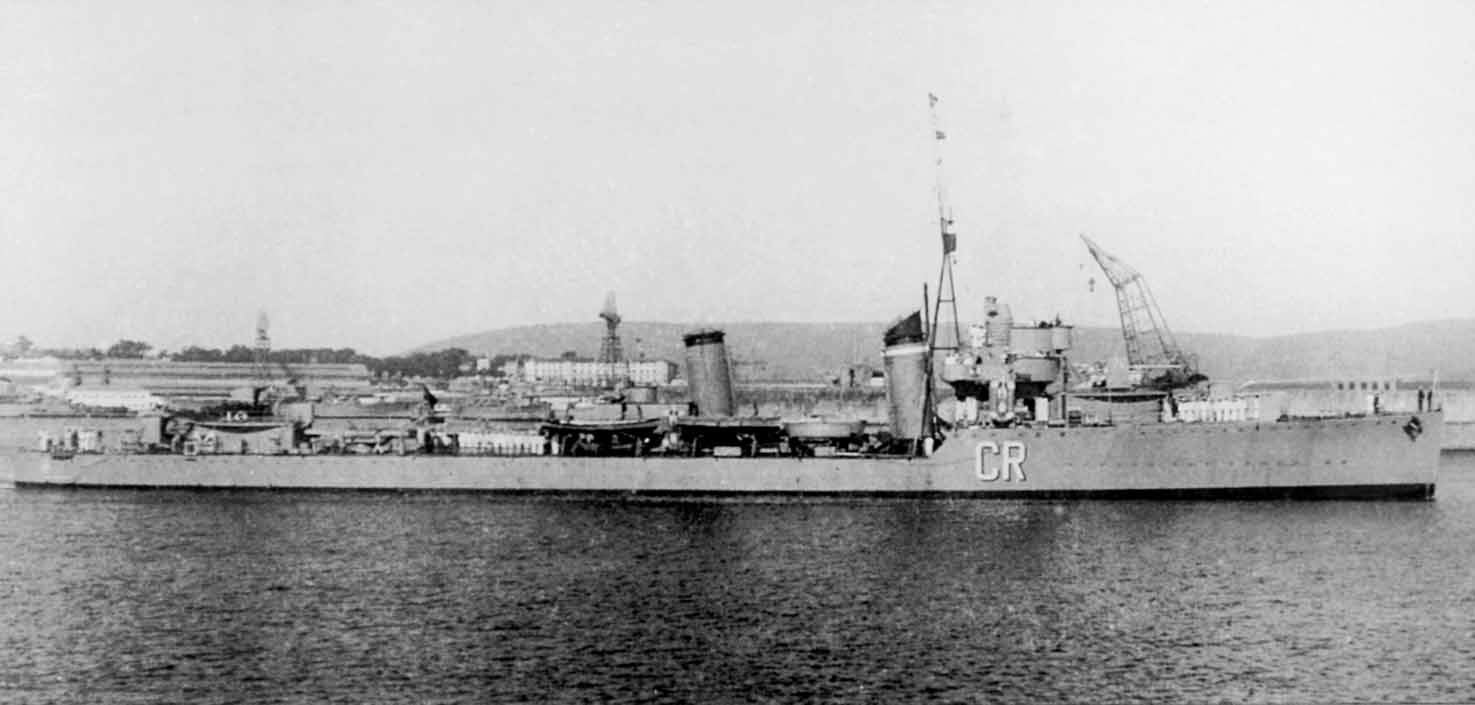
El destructor Císcar, hundido en el puerto de El Musel de Gijón el 20 de octubre.

Tras la caída de Santander, para defender Asturias del bloqueo estaban los dos destructores Císcar y José Luis Díez y tres submarinos, dos de los cuales pronto desertaron pretextando que debían dirigirse a un puerto francés para ser reparados (el C-4 entró en el puerto de Le Verdon el 29 de agosto y el C-2 en el de Brest el 1 de septiembre). Por esas mismas fechas el José Luis Díez recibió el impacto de tres bombas y su capitán decidió llevarlo al puerto inglés de Falmouth a donde llegó el 31 de agosto. Así que a principios de septiembre de 1937 Asturias solo contaba para su defensa naval con el destructor Císcar y con el submarino C-6 con mando ruso, y ambos fueron hundidos a mediados del mes siguiente. Cuando el Císcar fue hundido por un ataque aéreo el 19 de octubre cundió el pánico y la desbandada. El jefe y el Estado Mayor de las Fuerzas Navales del Cantábrico escaparon en el torpedero T-3 a Burdeos. "Otras personas buscaron cualquier medio de escapar en remolcadores, barcazas y pesqueros. Unos sesenta barcos trataron de burlar el bloqueo. Cuando los refugiados llegaron a Burdeos, agotados, calados de agua y enfermos después de dos días de mareo, las autoridades francesas les aislaron hasta el 22 de octubre, fecha en que fueron desembarcados, vacunados y luego puestos bajo llave en vagones para ser llevados a la frontera catalana. (...) Así terminó la guerra naval en el Norte de España, con pena y muy poca gloria".

### La guerra naval en el Mediterráneo durante la Campaña del Norte (marzo-octubre 1937)
El 25 de abril de 1937 se produjo el primer encuentro entre las dos escuadras, cuando los cruceros sublevados Canarias y Baleares hicieron frente al grueso de la escuadra republicana, formada por los cruceros Libertad y Méndez Núñez y algunos destructores. Estos buques republicanos, junto con el acorazado Jaime I, habían salido de la base de Cartagena el 15 de abril en busca de los dos cruceros sublevados que actuaban en el Mediterráneo, pero la búsqueda resultó infructuosa como la salida que realizaron el 25 de marzo. Completaron la operación con el bombardeo de Málaga y de Motril, aunque con escasos resultados ya que no lograron hacer impacto en los polvorines. En el viaje de vuelta el Jaime I encalló en Almería y el resto de la flota se dirigió a toda prisa a Cartagena porque habían sido avistados por el crucero ligero alemán Leipzig que avisó a los sublevados de su posición y rumbo. Así en la mañana del 25 de abril el Canarias se encontró con la flota republicana pero la perdió a causa de la niebla, mientras que el Baleares intentó hundir al destructor Sánchez Barcáiztegui pero este logró zafarse gracias a la pericia que demostró su joven comandante (zigzagueó a la vez que lanzaba la cortina de humo con el que estaba equipado y efectuó 150 disparos en 30 minutos), el alférez de navío Álvaro Calderón. Cuando el Canarias y el Baleares advirtieron que se encontraban dentro del alcance de las poderosas baterías de costa (380 mm) de Cartagena abandonaron la lucha. El riesgo que corrieron ambas escuadras fue muy grande, porque ninguna de las dos se podía permitir la pérdida de alguna de sus unidades, así que "para la primavera de 1937 se había establecido la tónica de la conducción naval de la guerra. Los nacionales tratarían cada vez más de interrumpir el tráfico republicano y los gubernamentales de defenderse. Ninguna de las dos flotas buscaría con gran entusiasmo un encuentro que pudiera poner en peligro sus unidades a flote".
Pocos días antes, el 20 de abril de 1937, había comenzado a actuar la patrulla de control del Comité de No Intervención lo que supuso un aumento de la presencia de buques de guerra británicos, franceses, alemanes e italianos alrededor de las costas españolas y por tanto del riesgo de que fueran atacados por la aviación o la marina de guerra de los dos bandos contendientes al ser confundidos con unidades navales del enemigo. Los casos más graves fueron los ataques al destructor inglés Hunter, al mercante armado italiano Barletta y al crucero alemán Deutschland.
En el caso del destructor Hunter no era la primera vez que era atacado un buque de la marina de guerra británica. El acorazado Royal Oak fue bombardeado por la aviación republicana a la altura de Punta de Europa el 3 de febrero de 1937 al ser confundido con el crucero "nacional" Canarias y el 13 de febrero los destructores Havock y Gipsy fueron bombardeados a la altura del cabo Tenez por un Ju-52 de la aviación alemana al servicio del bando sublevado a pesar de que llevaban claramente pintados los colores de la bandera británica, aunque probablemente fueron confundidos con destructores republicanos que eran del mismo modelo. Mucho más grave fue el incidente del Hunter pues el 13 de mayo de 1937 a unas cuantas millas al sur de Almería chocó con una mina fondeada por los sublevados y ocho miembros de la dotación murieron y nueve resultaron heridos, siendo socorridos por el acorazado republicano Jaime I y luego trasladados a Gibraltar por barcos británicos (junto con el barco que fue remolcado). El Almirantazgo británico presentó una enérgica protesta ante el general Franco y pidió una indemnización, pero los sublevados negaron su responsabilidad y dijeron que la mina era republicana. Sin embargo, abandonaron inmediatamente la campaña de minado, por lo que el Hunter fue el único buque de guerra averiado por una mina fuera del límite de las tres millas.
Los otros dos incidentes tuvieron consecuencias mucho más graves. En el primero cinco aviones Katiuskas soviéticos recién desembarcados con sus tripulaciones bombardearon el 26 de mayo de 1937 la nueva base naval "nacional" de Palma de Mallorca siendo alcanzado de pleno el mercante armado italiano Barletta muriendo seis oficiales. El gobierno italiano elevó una enérgica protesta ante el gobierno de Valencia, y como consecuencia de la misma el gobierno republicano, que temía algún tipo de represalia por parte de la aviación o de la marina de guerra italianas, aceptó la existencia de una zona de seguridad en el puerto de Palma para los buques de guerra extranjeros que no sería bombardeada.
El que sí que tuvo represalias, y muy graves, fue el incidente del Deutschland, un acorazado alemán de las patrullas de control que se hallaba fondeado en la rada de Ibiza y que fue bombardeado a las 7 de la tarde del 29 de mayo por dos Katiuskas soviéticos, causando la muerte a 31 miembros de la tripulación e hiriendo a 70. Según la versión de los pilotos soviéticos éstos habían confundido el Deutschland con un crucero "nacional" y por eso lo habían atacado y además insistieron en que el acorazado alemán había disparado sobre ellos, afirmación que fue negada por los alemanes, que dijeron además que el ataque había sido premeditado. Al día siguiente, domingo 30 de mayo, el representante alemán ante el Comité de No Intervención con sede en Londres comunicó la retirada de Alemania de las patrullas de control hasta que no obtuviera garantías de que el suceso no volvería a repetirse.

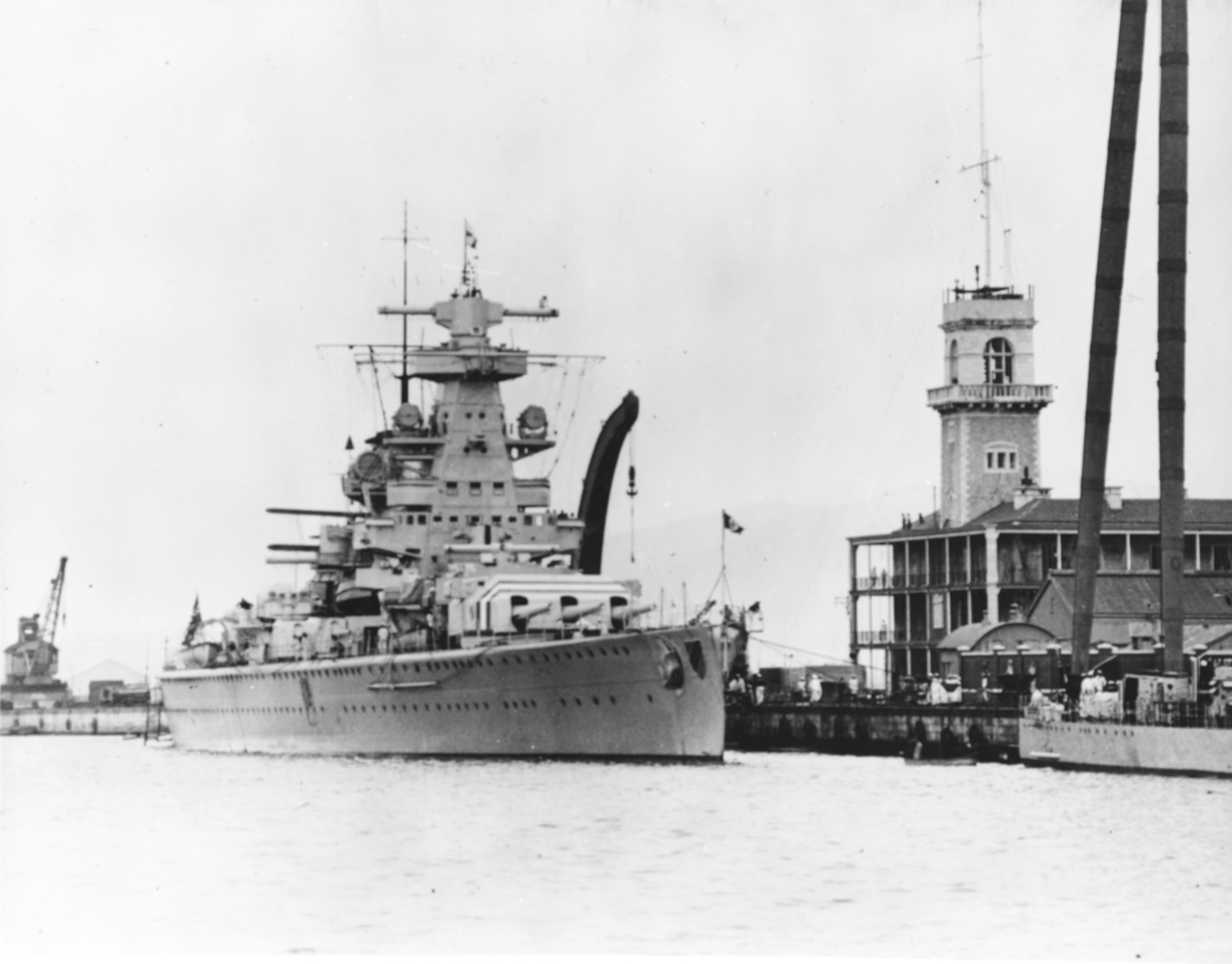
El acorazado de bolsillo alemán Admiral Scheer en Gibraltar en 1936.

En cuanto recibió la noticia del bombardeo del Deutschland Hitler ordenó que como represalia se cañoneara Cartagena o Valencia, pero al informarse de que estos puertos estaban dotados de una poderosa artillería costera, se decidió por Almería, que carecía de ella aunque se creía que allí estaría fondeado el acorazado Jaime I, lo que absolvería a la flota alemana de bombardear una ciudad indefensa. Pero cuando los jefes de la flota integrada por el acorazado de bolsillo Admiral Scheer y cuatro destructores (Albatross, Luchs, Seeadler y Leopard) supieron que el Jaime I estaba en Cartagena en reparaciones no suspendieron el ataque. El resultado del bombardeo de Almería, durante el cual los cinco buques alemanes dispararon a placer 275 proyectiles, entre ellos 94 de 280 mm, fueron 19 muertos y 55 heridos entre la población civil, y enormes destrozos.
La preocupación fundamental de Gran Bretaña y Francia tras el inicidente del Deutschland y el bombardeo de Almería no fue condenar la represalia alemana sino hacer volver a la patrulla de control a Alemania y a Italia, que también la había abandonado, lo que consiguieron dos semanas después con una declaración del Comité de No Intervención en la que se reconocía el derecho de la potencia afectada a tomar represalias aunque debería consultar antes con las otras tres para intentar llegar a un acuerdo sobre las medidas a tomar. En Berlín se consideró un gran éxito diplomático, aunque no consiguió el apoyo de Gran Bretaña y de Francia cuando se abrió una nueva crisis internacional el 19 de junio con motivo del supuesto ataque con torpedos al crucero alemán Leipzig a la altura de Orán que no habían dado en el blanco, ya que ni británicos ni franceses creyeron en la veracidad del incidente (en realidad ninguno de los tres submarinos republicanos que quedaban en el Mediterráneo, el C-1, el B-1 y el B-2, estaba en condiciones de actuar en la zona del presunto ataque) y se negaron a participar en ningún tipo de represalias, como proponían los alemanes, lo que motivó la suspensión de las reuniones del Comité de No Intervención. Por su parte el gobierno republicano español llegó a debatir la propuesta del ministro de Defensa Indalecio Prieto de que la flota atacara a los barcos alemanes que habían bombardeado Almería, lo que hubiera supuesto la guerra con Alemania, pero fue rechazada.
El 17 de junio de 1937 la Armada republicana perdió a su único acorazado, el Jaime I, a causa de una explosión interna cuando estaba siendo reparado en Cartagena. Hubo 300 muertos y más de 200 heridos.
El 12 de julio de 1937 se produjo en aguas del golfo de Valencia un encuentro entre el crucero nacional Baleares y seis destructores republicanos que escoltaban al petrolero Campilo, pero después de una hora de cañoneo, en la que los destructores maniobraron rápidamente y utilizaron las cortinas de humo para evitar la superior potencia de fuego del crucero, ambas partes se separaron (el Baleares porque descubrió que sus cañones de 203 mm se recalentaban después de 50 disparos). El jefe de la flotilla de destructores, Vicente Ramírez de Togores, fue destituido por su incapacidad de hacer maniobrar a sus buques para ponerlos en una posición desde donde poder disparar sus torpedos.
A mediados de 1937 se crearon flotillas de vigilancia y defensa antisubmarina en Cataluña, Valencia y Almería, integradas por bous y barcos auxiliares dotados de ametralladores, cañones (algunos del 101,5 rescatados del Jaime I) y de cargas de profundidad soviéticas de 45 kg. En octubre se pusieron bajo el mando de la recién creada jefatura de la Defensa Móvil de Costas al mando del capitán de corbeta Miguel Buiza, que hasta entonces había desempeñado el cargo de jefe de la flota, cargo que fue asumido por el también capitán de corbeta Luis González de Ubieta (según el asesor soviético Kuznetsov el cambio era necesario porque Buiza "no poseía la experiencia ni los conocimientos necesarios para un cargo de tanta responsabilidad", aunque tampoco confiaba mucho en Ubieta al que, según Kuznetsov, le faltaba la necesaria agresividad contra el enemigo). También se organizaron unidades de dragado de minas que consiguieron mantener abierto un canal antiminas a una milla de la costa y de una milla de anchura desde la frontera con Francia hasta Adra en Almería.
El colapso del sistema de control naval motivó que a principios de agosto de 1937 el general Franco enviara a su hermano Nicolás Franco a Roma para que le pidiera a Mussolini que la marina italiana capturara o torpedeara a los mercantes españoles y soviéticos que se dirigieran a los puertos españoles transportando material bélico desde el Mar Negro, alegando que se iba a producir un aumento notable de los envíos. Mussolini aceptó y desplegó la flota italiana de submarinos apoyada por unidades de superficie a lo largo de todo el Mediterráneo y en seguida comenzaron los ataques. El primero se produjo en aguas turcas cuando el mercante Armuru fue torpedeado el 19 de agosto y en las dos semanas siguientes hubo por lo menos veinte ataques más (la propaganda fascista lo achacó a submarinos republicanos). Gran Bretaña sabía que los ataques habían sido obra de submarinos italianos, aunque Italia lo negaba, porque había descifrado los mensajes intercambiados entre ellos pero no lo podía hacer público porque se delataría que conocían la clave utilizada por la marina italiana. La crisis de los submarinos ''fantasmas'' se agudizó cuando el 1 de septiembre el destructor británico Havock, confundido probablemente con un destructor republicano, estuvo a punto de ser alcanzado por un torpedo y cuando al día siguiente el petrolero británico (antes griego) Woodford fue hundido por un torpedo a la altura de Castellón de la Plana.
El gobierno británico estudió diversas medidas para parar la campaña submarina en el Mediterráneo, recibiendo el apoyo del gobierno francés, lo que obligó a Italia a suspender los ataques y a ordenar a los submarinos que volvieran a sus bases, una orden que fue conocida inmediatamente por el Almirantazgo. Al mismo tiempo en la ciudad suiza de Nyon se celebró una conferencia internacional para tratar el tema a la que Italia y Alemania rehusaron asistir y a la que sí acudió la Unión Soviética que había acusado a Italia directamente del torpedeamiento de dos de sus mercantes. En la conferencia de Nyon celebrada entre el 11 y el 14 de septiembre de 1937 se acordó una serie de rutas que debían seguir los mercantes en el Mediterráneo y que serían patrulladas por destructores y aviones británicos y franceses. Finalmente la flota italiana también participó en la patrulla de las rutas gracias a un acuerdo posterior con Gran Bretaña aunque Italia nunca reconoció que los submarinos "fantasmas" eran suyos.
Los acuerdos de la conferencia de Nyon supusieron un serio revés para el bloqueo que pretendían imponer los sublevados sobre el tráfico que se dirigía a los puertos republicanos del Mediterráneo (los submarinos ya no podrían navegar sumergidos), por lo que ahora la estrategia se centraría en el apresamiento o torpedeamiento de barcos en las aguas jurisdiccionales y en los bombardeos de la aviación italiana y alemana (que volaban con insignias de la aviación "nacional") desde sus bases en Mallorca. "No había más alternativa, decía el almirante Cervera [jefe del Estado Mayor], que liarse la manta a la cabeza si se quería frenar la llegada de material enemigo". Los apresamientos y hundimientos afectaron sobre todo a los barcos republicanos (los británicos seguían gozando de la protección de la Royal Navy) y a lo largo de 1937 28 fueron hundidos, 106 apresados y 70 recuperados de otra forma, con lo que los sublevados doblaron las toneladas de registro bruto de que disponían al principio de la guerra.

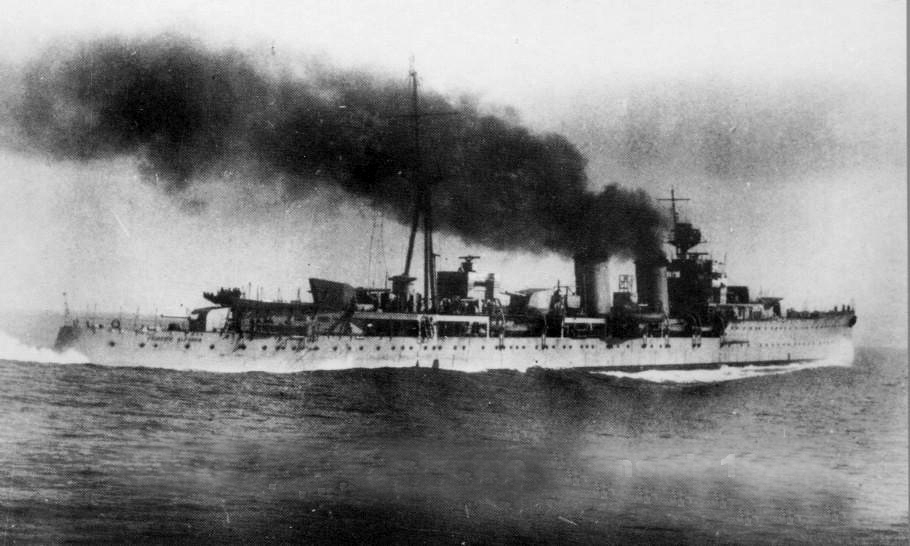
Crucero ligero Príncipe Alfonso realizando sus pruebas de mar en 1927, que fue rebautizado por la República como Libertad

El 7 de septiembre de 1937, el crucero Baleares se encuentra frente al cabo Cherchel con los cruceros republicanos Libertad y Méndez Núñez y cinco destructores que escoltaban un convoy de cuatro mercantes que transportaban material de guerra soviético desde el Mar Negro. Hacia las 10,44 horas el Libertad y el Méndez Núñez maniobraron para disparar al Baleares al que alcanzaron a una distancia entre 16 y 14 kilómetros. El intercambio de disparos continuó pero sin conseguir impactos y el Baleares abandonó el combate horas después por fallos eléctricos en las torres artilleras. Mientras tanto los mercantes se había refugiado en Cherchel o en Argel, donde uno de ellos quedó embarrancado. El resultado de la batalla del Cabo Cherchel se puede decir que fue de empate pues ni el Baleares, pese a su artillería de superior alcance, logró dejar fuera de combate al Libertad, ni la flotilla de destructores lograron proteger a los mercantes.
El 17 de septiembre el Canarias avistó un convoy formado por dos buques, el Jaime II y el J.J. Síster, que se dirigía de Barcelona a Mahón transportando material de guerra y que iba escoltado por cuatro destructores republicanos. El Canarias alcanzó al destructor Sánchez Barcáiztegui y consiguió apoderarse de los dos transportes conduciéndolos a Palma. El comisario de la flota Bruno Alonso condenó el mal empleo de la capacidad de maniobra de los destructores. "Lo que no se sabe, sin embargo, es si Federico Monreal, jefe de la flotilla, tenía órdenes de salvar, en última instancia, sus buques de guerra, abandonando si fuera necesario los mercantes".
El 10 de octubre los cañoneros sublevados Cánovas y Dato avistaron en la costa de Argelia al mercante armado Cabo Santo Tomé que transportaba material de guerra soviético a Valencia e iba sin escolta. Aunque el Cánovas fue alcanzado los dos cañoneros hicieron impacto en el mercante que se incendió y tuvo que embarrancarse en la costa.

### La guerra naval hasta la huida de la flota republicana (noviembre 1937-marzo 1939)
Tras el final de la Campaña del Norte, abandonaron el Cantábrico para dirigirse al Mediterráneo el crucero Almirante Cervera, el destructor Velasco y los minadores Júpiter y Vulcano. En aquellos momentos la flota "nacional" estaba integrada por tres cruceros (Canarias, Baleares y Almirante Cervera), cinco destructores (Velasco, Ceuta, Melilla, Huesca y Teruel), cuatro cañoneros (Dato, Canalejas, Cánovas y Lauria), dos minadores (Júpiter y Vulcano), dos submarinos (Sanjurjo y Mola; los cuatro submarinos "legionarios" solo actuaron hasta febrero de 1938) y siete lanchas torpederas, aunque solo las cuatro alemanas (Requeté, Oviedo, Toledo, y Badajoz) eran de verdadera utilidad (las otras tres eran italianas: Cándido Pérez, Sicilia y Nápoles), además de diez cruceros auxiliares (entre los que se encontraban el Mar Cantábrico, el Ciudad de Alicante y el Ciudad de Valencia) y los hidros alemanes e italianos que operaban desde Mallorca.
A finales de 1937 la flota republicana contaba con dos cruceros (el Libertad, el único moderno, y el Méndez Núñez, ya que el Miguel de Cervantes continuaba en reparaciones y todavía tardaría varios meses para entrar en servicio), ocho destructores operativos (Sánchez Barcáiztegui, Almirante Antequera, Almirante Valdés, Almirante Miranda, Gravina, Lepanto, Alsedo y Lazaga) porque cuatro estaban en reparaciones (Churruca, Escaño, Alcalá Galiano y José Luis Díez) y dos (Jorge Juan y Ulloa) seguían en construcción (dos habían sido hundidos, el Almirante Ferrándiz y el Císcar), cuatro lanchas torpederas y ningún submarino operativo ya que tres estaban reparándose (el C-1, el C-2 y el C-4), cuatro estaban inutilizados (el B-1, el B-2, el B-3 y el B-4) y cinco habían sido hundidos (el C-3, el C-5, el C-6, el B-5 y el B-6). A estas unidades hay que añadir las flotillas de bous y buques auxiliares de la Defensa Móvil de Costas.
El 6 de diciembre de 1937 los sublevados declararon oficialmente el bloqueo de las costas republicanas, para lo cual concentrarían sus tres cruceros (el Almirante Cervera, el Canarias y el Baleares) frente al puerto bloqueado y lo bombardearían, como sucedió el 10 de diciembre con el de Alicante. Además advertían que reservaban el derecho de parar a barcos fuera de las aguas jurisdiccionales si sospechaban que llevaban "contrabando", aunque no se especificaba si esto significaba sólo material de guerra o implicaba cualquier medio, incluidos los alimentos, que permitiera a la República continuar la lucha. "El porvenir prometía viajes cada vez más azarosos para los barcos mercantes, expuestos como estaban al bombardeo por la aviación basada en Mallorca, y a la caza y busca por la flota nacional, ya concentrada en el Mediterráneo y reforzada con submarinos legionarios y por destructores comprados a Italia".
Ante el intenso bloqueo naval "nacional" en el Mediterráneo los transportes de material de guerra desde la URSS utilizaron una ruta alternativa: desde los puertos soviéticos del Báltico hasta los puertos franceses y desde allí por tierra hasta la frontera catalana. Así que los sublevados enviaron al Mar del Norte y al Canal de La Mancha a los cruceros auxiliares Ciudad de Alicante y Ciudad de Valencia.
En el último día de enero y los primeros días de febrero de 1938 fueron hundidos dos mercantes británicos lo que desencadenó una grave crisis entre el gobierno británico y el gobierno "nacional" de Burgos. El 31 de enero fue torpedeado y hundido el mercante Endymion por el submarino Sanjurjo cuando transportaba carbón de Gibraltar a Cartagena, llevando a bordo a un observador del Comité de No Intervención. Murieron 12 miembros de la tripulación. Era el primer ataque que se producía desde la firma de los acuerdos de la conferencia de Nyon de septiembre del año anterior. La protesta británica provocó que los sublevados relevaran al comandante del Sanjurjo, el capitán de corbeta Pedro Suances, y que de acuerdo con Italia retiraran a los cuatro submarinos "legionarios" que venían colaborando con el bloqueo "nacional" del tráfico mercante. Pero la crisis se agravó sólo cuatro días después cuando un hidroavión alemán He 59 hundió el mercante Alcira, que también transportaba carbón y que asimismo llevaba a bordo un observador del Comité de No Intervención, a veinte millas de Barcelona, aunque el mando "nacional" alegó que se encontraba en aguas jurisdiccionales. El piloto alemán dijo que lo había confundido con un mercante republicano aunque el Alcira llevaba muy visible la bandera británica. El gobierno británico protestó de nuevo y se reprodujo en la Cámara de los Comunes el intenso debate que ya había tenido lugar pocos días antes con motivo del hundimiento del Endymion. Para evitar mayores problemas con los británicos se ordenó a la aviación alemana e italiana con base en Mallorca que sus bombardeos se dirigieran contra barcos que estuvieran dentro de las aguas jurisdiccionales y, sobre todo, contra los puertos.
Como los buques británicos constituían la inmensa mayoría de los mercantes que comerciaban con la España republicana estos continuaron siendo bombardeados casi a diario en los mismos puertos o cuando estaban cerca de ellos. Y de nuevo se produjo un intenso debate en el parlamento británico en el que la oposición laborista y liberal atacó al gobierno conservador por no actuar pero este respondió que si lo hacía se arriesgaba a desencadenar una guerra generalizada en Europa. El primer ministro Neville Chamberlain escribió: "He examinado cada forma posible de represalia, y tengo claro que ninguna servirá a menos que estemos dispuestos a hacer la guerra contra Franco, lo cual muy probablemente llevaría a la guerra con Italia y Alemania, y en todo caso negaría mi política de apaciguamiento". Finalmente el 26 de julio de 1938 Chamberlain anunció a la Cámara de los Comunes que el general Franco le había asegurado que no se atacaría a mercantes británicos en el mar y que se les evitaría en los puertos en la medida de lo posible, designándose algunos específicos en los que no hubiese instalaciones militares en los que pudiesen atracar.
En la madrugada del 6 de marzo de 1938 tiene lugar la mayor batalla naval de la guerra civil, la Batalla de Cabo Palos,  en la que se enfrentaron las dos escuadras, resultando hundido por torpedos lanzados por los destructores republicanos el crucero Baleares, el buque más moderno, junto con su gemelo el Canarias, de la flota "nacional". Tras el combate las dos escuadras se separan, la "nacional" para conducir el convoy que escoltaba a aguas francesas de Argelia y volver a ayudar al Baleares, y la republicana porque no quiere a arriesgarse a un enfrentamiento de día con el crucero Canarias muy superior en potencia de fuego, además de que los destructores han agotado sus torpedos. Media hora antes de que el Baleares se hunda completamente a las 5 de la madrugada, llegan al lugar los destructores ingleses Boreas y Kempenfelt y consiguen rescatar a 469 hombres, pero 788 se hunden con el buque, entre ellos 31 oficiales, incluido el jefe de la expedición, el contraalmirante Manuel Vierna Belando. Durante el salvamento, aviones republicanos bombardean a 2000 pies de altura la zona, creyendo que el crucero todavía a flote en ese momento era el Canarias y no el Baleares. Los dos destructores ingleses son alcanzados, causándoles bajas (un muerto y cuatro heridos en el Boreas).
La ofensiva de Aragón culmina con la llegada al mar de los sublevados por Vinaroz a mediados de abril de 1938 con lo que el territorio de la República queda dividido en dos (Cataluña y la zona centro-sur). Así la actividad republicana en el mar a partir de entonces se centrará en asegurar el tráfico marítimo entre las dos zonas y entre Cataluña y la isla de Menorca, para lo que utilizarán las flotillas de la Defensa Activa Marítima que escoltan los convoyes en general de noche por el canal antiminas situado a una milla de la costa llevando las banderas del control marítimo establecido en la Conferencia de Nyon o de un país extranjero. De esta forma se aseguraban no ser atacados por los sublevados que no se arriesgaban cerca de la costa por el peligro de perder un buque, a pesar de que desde el 7 de julio contaban con un nuevo crucero, el viejo República rebautizado Navarra. Por su parte la flota republicana a partir de entonces ya no salió prácticamente nunca de la base de Cartagena, excepto de noche, cuando se hacía a la mar para escapar de los constantes bombardeos de la aviación "nacional" desde sus bases de Mallorca, y ello a pesar de haber recuperado el crucero Miguel de Cervantes, después de año y medio en el dique seco, y los tres submarinos en reparación, dos de ellos en el extranjero donde habían desertado sus comandantes (el C-2 en Saint Nazaire y el C-4 en Burdeos), que pasaron a estar mandados por oficiales soviéticos por carecer de oficiales leales con experiencia en esa arma, aunque el del C-4 fue sustituido por un mando español en diciembre a causa de las quejas del segundo comandante y del "delegado político" (por su parte, el C-1 fue hundido a principios de octubre por un bombardeo en Barcelona).

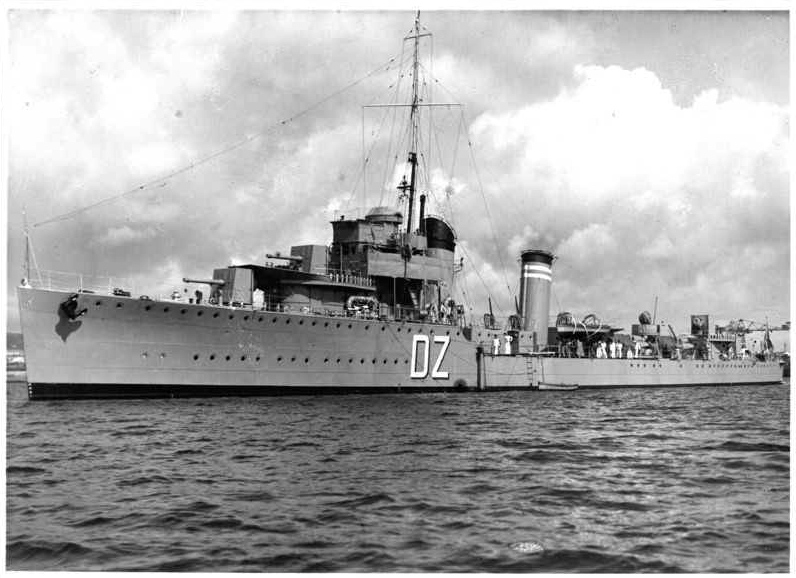
Destructor José Luis Díez

A diferencia de los tres submarinos, el destructor José Luis Díez no pudo incorporarse a la Armada republicana porque resultó seriamente dañado al final de la batalla del ''José Luis Díez'' en aguas de Gibraltar. El José Luis Díez había sido reparado en Le Havre e intentó cruzar el estrecho de Gibraltar en la noche del 26 al 27 de agosto de 1938, a toda velocidad aparentando ser el destructor británico Grenville pero fue atacado por la flota "nacional" que lo estaba esperando causándole graves averías que le obligaron a refugiarse en la colonia británica de Gibraltar. A pesar de las protestas del gobierno "nacional" de Burgos, fue reparado en la colonia británica de Gibraltar aunque por ingenieros de la Armada republicana y con obreros cualificados y material españoles llegados desde Cartagena. En la madrugada del 30 de diciembre abandonó el puerto de Gibraltar pero fue alcanzado de nuevo por buques de la Armada franquista cuando aún se encontraba dentro de las aguas jurisdiccionales gibraltareñas y embarrancó. Acudió en su ayuda el destructor británico Vanoc que desembarcó a la tripulación y el buque fue remolcado hasta el puerto de Gibraltar, donde permanecería hasta abril de 1939. Los 153 oficiales y marineros supervivientes fueron repatriados el 11 de enero de 1939 por dos destructores ingleses que los llevaron a Almería.
Cuando a finales de diciembre de 1938 las tropas franquistas inician la ofensiva de Cataluña la situación de la República es desesperada y la última remesa de material de guerra soviético concedida por Stalin no llegará a tiempo para evitar la caída de Cataluña que concluye a principios de febrero de 1939 cuando las últimas tropas republicanas, junto con el presidente de la República Manuel Azaña y el gobierno de Juan Negrín, cruzan la frontera francesa.
Mientras esto se producía tenía lugar la rendición de Menorca gracias a la intervención británica que quería impedir que la estratégica isla de Menorca pudiera caer bajo dominio italiano o alemán. Esta amenaza es lo que motivó que el gobierno británico aceptara la propuesta del jefe franquista de la Región Aérea de las Baleares, el capitán de fragata Fernando Sartorius y Díaz de Mendoza, Conde de San Luis, que previamente había recibido la aprobación del general Franco, para que un barco de la Royal Navy lo trasladara a Mahón y negociar allí la rendición de la isla a cambio de que las autoridades civiles y militares republicanas pudieran abandonarla bajo protección británica. En la mañana del 7 de febrero arribaba al puerto de Mahón el crucero Devonshire con el conde de San Luis a bordo, donde se entrevistó con el gobernador republicano el capitán de corbeta Luis González de Ubieta, que acaba de ser nombrado tras ser sustituido como jefe de la flota republicana por el también capitán de corbeta Miguel Buiza. El conde de San Luis amenazó con bombardear la isla si no se rendía pero Ubieta no consiguió contactar el gobierno Negrín, por lo que tras consultar con el jefe de la flota Miguel Buiza que le dijo que él sabría resolver el problema «con su probada hombría y lealtad», tomó la única decisión posible, dado el aislamiento de la isla tras la caída de Cataluña: rendirse (en la decisión también influiría la sublevación profraquista de la guarnición de Ciudadela, al otro lado de la isla, durante la noche del 7 al 8 de febrero). Así a las 5 de la madrugada del 9 de febrero el Devonshire partía de Mahón rumbo a Marsella con 452 refugiados a bordo (otras 70 personas fueron evacuadas en una embarcación menor). Tras la marcha del Devonshire Menorca fue ocupada por los sublevados sin que participara ningún contingente ni italiano ni alemán. El representante oficioso del general Franco en Londres, el Duque de Alba, hizo llegar al secretario del Foreign Office Lord Halifax «la gratitud del Generalísmo y del gobierno nacional» por colaborar en «reconquistar Menorca».
Una última intervención de la marina británica se produjo durante la ofensiva final de la guerra civil cuando el destructor Galatea recogió el 30 de marzo de 1939 en el puerto de Gandía al coronel Casado que habían dirigido el golpe de Estado que había derribado al gobierno de Juan Negrín a principios de marzo sustituyéndolo por un Consejo Nacional de Defensa presidido por el general Miaja pero donde él era el hombre fuerte. Casado había contactado con el cónsul inglés en Valencia la posibilidad de que el gobierno británico le facilitara la salida de España a él y a las personas comprometidas en el Consejo Nacional de Defensa una vez que las "negociaciones" con los representantes del general Franco para obtener una "paz honrosa" habían fracasado estrepitosamente porque el "Generalísmo", como había sostenido siempre, solo aceptaba la rendición incondicional del Ejército de la República. El cónsul contactó con su gobierno pero este en principio se mostró reticente aunque cuando Casado y sus acompañantes (164 hombres, 20 mujeres y 4 niños) se presentaron el 29 de marzo en Gandía, un puerto frecuentado por los buques británicos porque estaba regentado por una empresa de esa nacionalidad, aceptó que subieran a bordo del destructor Galatea, mientras una compañía de infantes de marina desembarcados del crucero Sussex garantizaba la seguridad del embarque. En la mañana del día 30 de marzo zarpaba de Gandía el Galatea que trasladó a sus huéspedes al buque hospital Maine que les llevó a Marsella, adonde llegaron el 3 de abril a las 6.30 horas, dos días después de que se hiciera público el último parte de la guerra civil española firmado por el general Franco que ponía fin a la guerra civil.

## Huida y rendición de la flota republicana (5-7 de marzo de 1939)

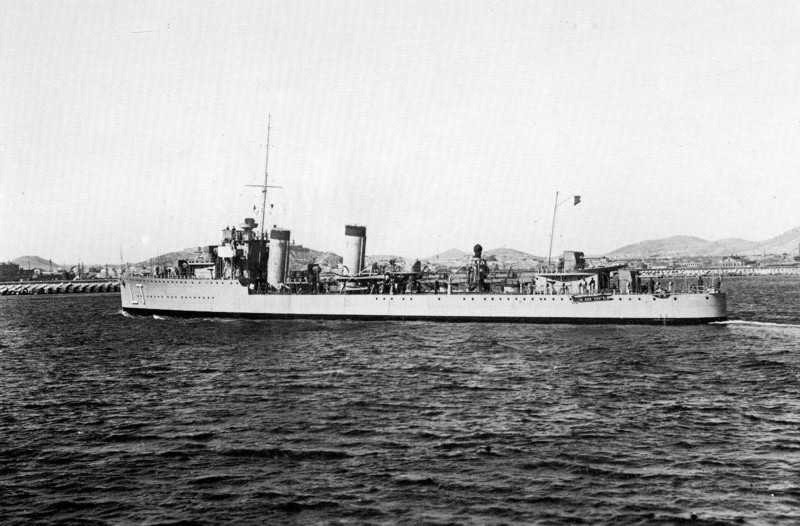
Destructor Lepanto, uno de los buques de la flota republicana que huyó a Bizerta

En el último mes de la guerra en Cartagena, base de la flota republicana, confluyeron dos conjuras contra el gobierno de Juan Negrín que seguía defendiendo la política de resistencia. Por un lado, militares y marinos republicanos vinculados al coronel Casado que en Madrid iba a dar un golpe de Estado para sustituir a Negrín por un Consejo Nacional de Defensa que negociara una "paz honrosa" con los sublevados (y que estaban encabezados por el mismísimo almirante de la Flota Miguel Buiza) y, por otro, militares y civiles vinculados a la quinta columna franquista en Cartagena que lo que pretendían era entregar la base y la flota al "Generalísimo" Franco.
Fue el grupo de militares y marinos "profranquistas" los que iniciaron la sublevación de la base naval de Cartagena en la noche del 4 de marzo de 1939 apoderándose rápidamente de la misma, incluidas las baterías de costa. A la mañana siguiente las fuerzas "pronacionales" lanzaron un ultimátum a la flota republicana: si no zarpaba antes de las 12.30 horas sería cañoneada por las baterías de costa. Poco antes de que expirara el plazo la flota se hizo a la mar. Pasada la medianoche de ese domingo 5 tanto la flota como la brigada 206 republicana que estaba intentando reconquistar la base naval de Cartagena conocieron que el golpe de Casado se había consumado en Madrid y se había formado un Consejo Nacional de Defensa en sustitución del derrocado gobierno de Negrín. A primeras horas de la tarde del lunes 6 de marzo la Brigada 206 dominaba Cartagena, excepto el Parque de Artillería y las restantes baterías costeras, que cayeron en su poder hacia las 10 de la mañana del día siguiente, martes 7 de marzo (a primeras horas de la tarde la 206 entraba en el edificio de Capitanía de la Base).
Al conocerse en Burgos que Cartagena había sido reconquistada por los republicanos el "Generalísmo" Franco dio la orden de suspender la operación de desembarco que había organizado para asegurarse el control definitivo de la base. "Sin embargo, algunos barcos en ruta a Cartagena, carentes de radio, desconocían la orden de retirada. Así el Castillo de Olite, al intentar entrar en el puerto, fue presa fácil para la [batería de costa] La Parajola. Un disparo certero en la santabárbara provocó el hundimiento del carguero y la muerte de 1223 hombres". El del Castillo de Olite fue el hundimiento de un solo buque con más víctimas mortales de la historia de España.

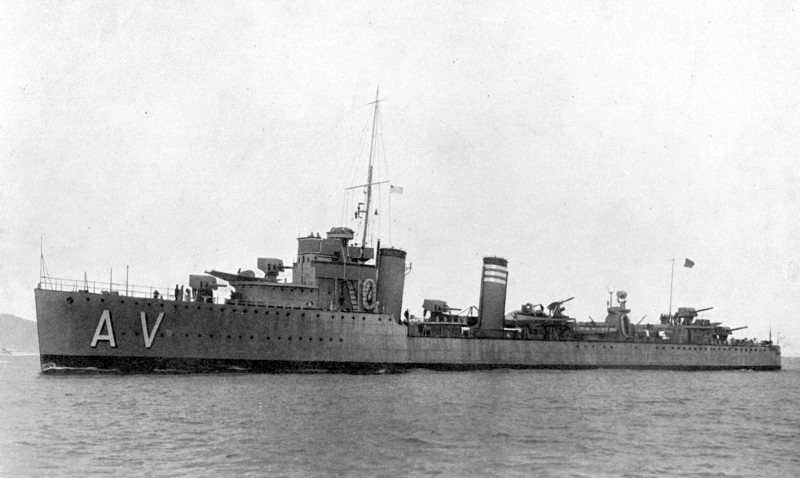
Destructor Almirante Valdés, uno de los buques de la flota republicana que huyó a Bizerta.

Mientras la brigada 206 luchaba en Cartagena por el control de la Base, en la madrugada del lunes 6 de marzo la flota, que se hallaba en alta mar, recibió órdenes contradictorias. A las 4,20 horas recibió un radiograma del gobierno de Negrín desde la Posición Yuste en el que se le ordenaba al almirante Buiza que la flota retornara a su base. A las 7,30 un radiograma del coronel Casado le decía a Buiza: "Confía en esto que va en marcha. No entre en Cartagena de ningún modo hasta nueva orden". Finalmente el almirante Miguel Buiza se alineó con la mayoría de los oficiales de la flota que eran partidarios de dirigirse a un puerto francés, lo que significaba la entrega de la flota a Franco dado que París acababa de reconocer al gobierno de Burgos como el único legal de España y por lo tanto la flota era de su propiedad. Así Buiza puso rumbo al puerto de Bizerta, en el Protectorado francés de Túnez. Al principio de la tarde del martes 7, cuando la sublevación "pronacionalista" de Cartagena hacía horas que había sido completamente sofocada, la flota republicana, bajo control francés, fondeaba en la bahía de Bizerta. Nada más llegar las autoridades francesas les dijeron que los barcos serían entregados inmediatamente a Franco.
Como manifestó un alférez de navío "profranquista" el objetivo de la sublevación de Cartagena había sido "hacer salir a la Flota" y eso se había conseguido:

Nosotros habíamos recibido una consigna de Franco: hacer salir a la Flota. Desde el momento en que se había ido, aunque el movimiento [en la base naval] sea sofocado, no nos importa. Hemos logrado lo que nos proponíamos; dejar a la República sin su último baluarte de resistencia

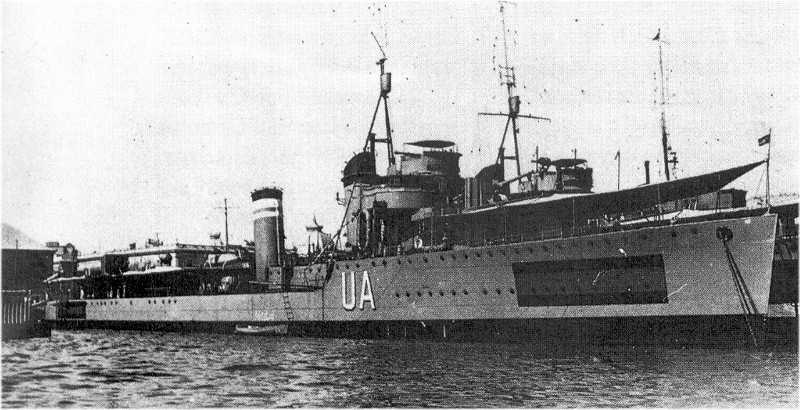
Destructor republicano Ulloa, uno de los buques que huyó a Bizerta

Antes de partir hacia España las autoridades francesas realizaron un plebiscito para completar las dotaciones. "De un total de 4000 hombres, 2350 decidieron volver a España, entre ellos casi todo el Estado Mayor de la Flota, muchos oficiales y un gran número de maquinistas". Los que volvieron a España fueron objeto de depuración pero fue relativamente suave y sin compración con la que sufrió la Aviación. Entre los que optaron por el exilio estaba el almirante Buiza que ingresó en la Legión Extranjera Francesa, "por pundonor o por vergüenza".
La huida y rendición de la flota republicana no fue "un episodio edificante. Al final, se revelaron exactos muchos de los informes que hacia el Gobierno y hacia Moscú habían emitido los consejeros soviéticos que trabajaban con los mandos de la Armada republicana. No hacían todo lo que podían y no daban de sí todo lo que exigía la situación. La Flota fue, quizá, el mayor talón de Aquiles de la República".

## La represión franquista en la Armada

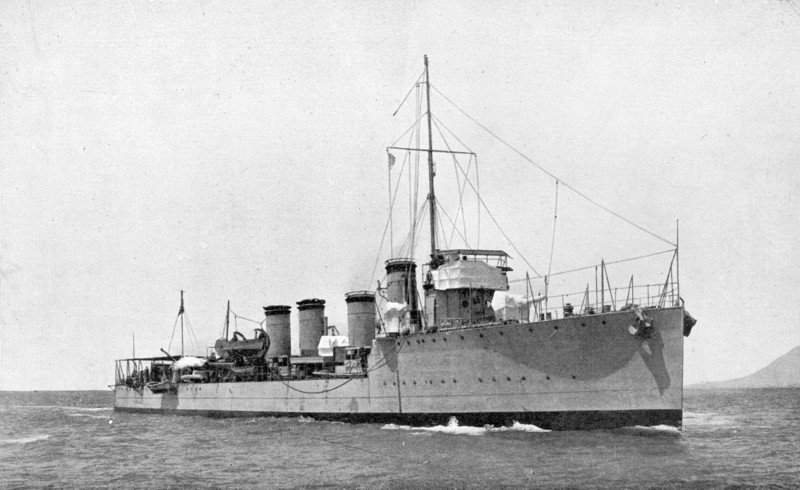
Destructor republicano Alsedo, cuyo comandante fue uno de los dos únicos oficiales republicanos que pudo continuar su carrera naval en la posguerra

Los que volvieron a España, entre los que según Salvador Moreno se incluían "significantes criminales" e "individuos de cuidado", fueron objeto de depuración pero fue relativamente leve y sin comparación con la que sufrió la Aviación. Entre 1939 y 1941 fueron juzgados en consejo de guerra en Cartagena 14 oficiales del Cuerpo General y 178 de los restantes cuerpos (Patentados, Máquinas y Auxiliares), de los que fueron absueltos 80 (6 del Cuerpo General) y 112 resultaron condenados (8 del Cuerpo General). Casi la mitad, 45, sufrieron penas de menos de un año, y 15 de menos de seis años. Los que sufrieron penas más graves fueron 52, aunque solo 10 fueron condenados a muerte (de las que se cumplieron 8 y solo uno de ellos era del Cuerpo General, el contraalmirante Molins) y 13 a condenas superiores a 20 años, incluidos 6 a cadena perpetua. Es de destacar que en los procesos de Cartagena solo fueron juzgados catorce miembros del Cuerpo General y también es notable la poca severidad con que se trató a los que fueron sometidos a consejos de guerra, sobre todo si lo comparamos con la dureza de las penas impuestas por los tribunales militares en el Ejército, pues casi la mitad fueron absueltos (6 de 14) y los otros ocho condenados, excepto uno que fue lo fue a muerte, sufrieron penas menores de tres años. Sin embargo, ninguno de ellos pudo reintegrarse a la Armada. Solo se conoce el caso de dos oficiales del Cuerpo General que conservaran su empleo y prosiguieran su carrera en la Marina de posguerra: el capitán de corbeta J.M. García Freire, disponible forzoso en 1938, y el teniente de navío E. Manera que en 1938 era comandante del destructor Alsedo y profesor de la Escuela Naval Popular.
Del Cuerpo General de la Armada a lo largo de la guerra fueron ejecutados diez oficiales por oponerse a la sublevación: el almirante Molins, jefe de la base de Cartagena en 1936; el contralmirante Azarola, jefe de la base de Ferrol en 1936; el capitán de navío Juan Sandalio Sánchez Ferragut, comandante del crucero Almirante Cervera en 1936; el capitán de fragata Tomás Azcárate, segundo comandante del crucero República en 1936; el capitán de fragata Manuel Guimerá Bosch, disponible forzoso en Larache en 1936; el capitán de corbeta Virgilio Pérez, jefe de radio en Cádiz en 1936; el capitán de corbeta Horacio Pérez Pérez, jefe de Estado Mayor de la Flota (republicana) en 1938; el capitán de corbeta Francisco Biondi Honrubia, comandante del cañonero Lauria en 1936; el teniente de navío Carlos Soto Romero comandante del torpedero T-17 y el teniente de navío Luis Sánchez Pinzón, oficial del crucero Almirante Cervera en 1936. De los otros cuerpos de oficiales de la Armada, fueron siete los ejecutados.

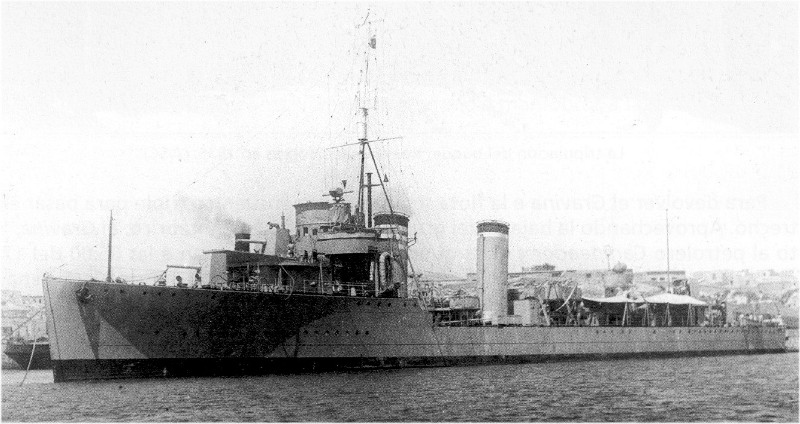
Destructor Gravina, uno de los buques de la flota republicana que huyó a Bizerta

Entre los que optaron por el exilio estaba el último jefe de la flota Miguel Buiza que ingresó en la Legión Extranjera Francesa, "por pundonor o por vergüenza". Allí obtuvo el grado de capitán y combatió contra los alemanes en 1940. Cuando se produjo el desembarco aliado en el Norte de África en 1942 se encontraba en Orán y se realistó, mandando una compañía española en la campaña de Túnez donde ganó la cruz de guerra. Después de 1945 colaboró en el transporte a Palestina de los judíos supervivientes del Holocausto. Vivió en Orán hasta su muerte en 1963.
También se exilió Luis González de Ubieta, quien rindió la base de Mahón a los sublevados tras la caída de Barcelona y que hasta enero de 1939 había sido el jefe de la flota. Trabajó en América como segundo en un carguero que viajaba entre California y América del Sur. Exploró la posibilidad de regresar a España pero se encontró con la oposición del entonces jefe de la Armada Luis Carrero Blanco. También estuvieron exiliados en América, el teniente de navío Vicente Ramírez Togores, jefe del Estado Mayor Mixto de la Base Naval de Cartagena en 1938; el teniente de navío Antonio Ruiz, jefe de la Base Naval de Cartagena en 1938; el capitán de corbeta Pedro Prado, jefe del Estado Mayor; el capitán de corbeta Esteban Calderón, adscrito a la subsecretaría de Marina en 1938 y el teniente de navío Alberto Calderón, comandante del destructor Sánchez Barcáiztegui en 1938. Se quedaron en Túnez al frente del Servicio Español de Trabajadores en Túnez que ayudaba a los marineros que no habían vuelto a España, el capitán de fragata J. Sánchez Erostarbe, segundo jefe del Estado Mayor en 1938, y el capitán de corbeta, J. García Barreiro, jefe de la flotilla de destructores en 1938.
El joven comandante del destructor José Luis Díez, el teniente de navío Juan Antonio Castro se unió en 1940 a las fuerzas de la Francia Libre del general De Gaulle y obtuvo el mando de un destructor. Después de 1945 siguió su carrera en la Armada francesa donde llegó al empleo de capitán de navío, mandó el puerto de Tolón y desempeñó el cargo de jefe de servicios meteorológicos de la Armada.

## Balance final
Según Michael Alpert, la flota republicana, aunque inicialmente era muy superior en número, no llegó a dominar el mar ni desarrolló una guerra agresiva que apoyara a los ejércitos de tierra fundamentalmente porque no logró compensar a lo largo de la guerra las dos ventajas con que contaba la flota del bando sublevado, a pesar de su reducido tamaño. En primer lugar, los sublevados poseían la base de Ferrol que contaba con mejores instalaciones para la construcción y reparación de buques de guerra, y porque en ella estaban a punto de terminarse los dos cruceros más modernos de la Armada, el Canarias y el Baleares, muy superiores en todos los aspectos a los cruceros republicanos. Además el problema de no disponer de una base naval en el Mediterráneo lo superaron muy pronto los sublevados con el control del estrecho de Gibraltar y con el dominio de la isla de Mallorca, que desempeñó un papel decisivo en el bloqueo del tráfico mercante que se dirigía a los puertos republicanos. Y en segundo lugar, porque contaba con un número de oficiales suficientes, con experiencia y fieles a su causa y que gozaban de la confianza de las dotaciones, de los que careció la República, un problema que nunca consiguió solucionar. Algo especialmente evidente en el caso de los submarinos que no hicieron ninguna contribución a la guerra naval a causa fundamentalmente de la deslealtad de sus mandos.
Otro factor fundamental en la falta del dominio del mar, según Alpert, fue que la ayuda exterior que recibió la República en el terreno naval de la Unión Soviética fue prácticamente nula (se limitó a unos pocos asesores y a cuatro lanchas torpederas, además de que la Armada soviética no estaba desplegada en el Mediterráneo), mientras que los sublevados contaron con "la ayuda sistemática alemana e italiana, no solo porque pudieron así terminar los dos nuevos cruceros [Canarias y Baleares], remozar uno viejo [el República rebautizado como Navarra] y construir tres minadores [Júpiter, Vulcano y Marte], sino también porque los alemanes y los italianos escoltaban sus propios transportes. En cambio, la República... tuvo que destacar a sus propias fuerzas en misiones de escolta, dejando así de desarrollar una actitud agresiva. La mera presencia de los alemanes y los italianos, además de sus contribuciones concretas [como la de los submarinos italianos], creó un ambiente de aprensión que contribuyó a paralizar la agresividad potencial de los gubernamentales".

## Anexo: bajas
| nombre              | tipo       | operador | desplazamiento | iniciado | baja (día) | baja (como)              | baja (donde)   |
| ------------------- | ---------- | -------- | -------------- | -------- | ---------- | ------------------------ | -------------- |
| Dato                | cañonero   | N        | 1335           | 1925     | 1936-08-07 | fuego (batería de costa) | S de Algeciras |
| N9                  | torpedero  | R        | 180            | 1921     | 1936-09-13 | incautado en puerto      | Pasajes        |
| B6                  | submarino  | R        | 491            | 1924     | 1936-09-19 | fuego (batería de costa) | N de Gijón     |
| Almirante Ferrándiz | destructor | R        | 1536           | 1929     | 1936-09-29 | fuego (armada enemiga)   | W de Gibraltar |
| Uad Lucus           | patrullero | R        | 360            | 1917     | 1936-10-09 | bombardeado              | Vizcaya        |
| Uad Maluya          | patrullero | R        | 360            | 1917     | 1936-10-09 | bombardeado              | Vizcaya        |
| B5                  | submarino  | R        | 491            | 1924     | 1936-10-12 | ¿bombardeado?            | S de Málaga    |
| C3                  | submarino  | R        | 842            | 1929     | 1936-12-12 | torpedado                | S de Málaga    |
| C5                  | submarino  | R        | 842            | 1929     | 1936-12-20 | fuego (armada enemiga)   | N de Gijón     |
| España              | acorazado  | N        | 15770          | 1915     | 1937-04-30 | mina marina              | N de Santander |
| Jaime I             | acorazado  | R        | 15770          | 1921     | 1937-06-17 | explosión interna        | Cartagena      |
| N2                  | torpedero  | R        | 180            | 1913     | 1937-08-08 | incautado en puerto      | Ferrol         |
| N2                  | torpedero  | R        | 180            | 1913     | 1937-09-17 | torpedado                | N de Gijón     |
| N3                  | torpedero  | R        | 180            | 1921     | 1937-10-20 | incautado en puerto      | Gijón          |
| N16                 | torpedero  | R        | 180            | 1921     | 1937-10-20 | incautado en puerto      | Gijón          |
| Císcar              | destructor | R        | 1536           | 1936     | 1937-10-20 | bombardeado              | Gijón          |
| C6                  | submarino  | R        | 926            | 1930     | 1937-10-20 | echado a pique           | N de Gijón     |
| Baleares            | crucero    | N        | 10000          | 1936     | 1938-03-06 | torpedado                | E de Alicante  |
| Laya                | cañonero   | N        | 812            | 1910     | 1938-06-15 | bombardeado              | E de Valencia  |
| C1                  | submarino  | R        | 842            | 1928     | 1938-10-09 | bombardeado              | Barcelona      |
| José Luis Díez      | destructor | N        | 1536           | 1929     | 1938-12-30 | echado a pique           | E de Gibraltar |
| N17                 | torpedero  | R        | 180            | 1919     | 1939-01-25 | internado (Francia)      | Vendres        |
| C2                  | submarino  | R        | 842            | 1928     | 1939-01-26 | incautado en puerto      | Barcelona      |